# 新潟県中越地震
新潟県中越地震（にいがたけんちゅうえつじしん）は、2004年（平成16年）10月23日17時56分に新潟県中越地方を震源として発生したM6.8、震源の深さ13キロの直下型の地震。1995年の兵庫県南部地震（阪神・淡路大震災）以来、当時観測史上2回目の最大震度7を記録した。なお、1996年の震度改正以降、震度計によって震度7が観測されたのは、この地震が初めて。

## 概要
新潟県北魚沼郡川口町（現・長岡市）の直下を震源として発生した逆断層型の内陸地殻内地震で、震源直上の川口町では最大震度7を観測した。震度7を観測したのは、1995年の阪神・淡路大震災以来9年ぶり、観測史上2回目。なお、阪神・淡路大震災では気象庁などの調査によって震度が判定されたため、震度計で震度7が観測されたのは初めて。また、M6を越える規模の大きな余震が複数回発生するなど、余震回数が多く群発地震的様相を呈したことも特徴のひとつ。
気象庁はこの地震を平成16年（2004年）新潟県中越地震（英: Mid Niigata Prefecture Earthquake in 2004）と命名した。英語圏ではNiigata Prefecture Chuetsu Earthquakeなどの表記が多く用いられた。また、新潟県はこの地震による震災の呼称を新潟県中越大震災とし、11月29日より使用している。

### 本震
- 発震：2004年（平成16年）10月23日 土曜日 17時56分0.3秒（日本標準時）
- 震央：新潟県中越地方 (北緯37度17.5分 東経138度52.0分 / 北緯37.2917度 東経138.8667度)[2]
- 震源の深さ：13 km
- 地震の規模：マグニチュード6.8
- 最大加速度：川口町川口（現：長岡市）：約1,722.0gal[G 3]
- 最大震度：川口町（現：長岡市）：震度7[注 1]
- 地震モーメント：1.1×1019Nm
  - モーメントマグニチュード：6.6
  - 最大すべり量：1.6メートル[注 2]

#### 各地の震度
震度5弱以上の揺れを観測した観測点は以下の通り。観測点名は地震発生当時のものを使用する。
| 震度 | 都道府県 | 観測点名 |
| ---- | -------- | --- |
| 7    | 新潟県   | 川口町川口 |
| 6強  | 新潟県   | 小千谷市城内・山古志村竹沢・小国町法坂 |
| 6弱  | 新潟県   | 長岡市幸町・十日町市千歳町・栃尾市大町・越路町浦・三島町上岩井・堀之内町堀之内・広神村今泉・守門村須原・入広瀬村穴沢・川西町水口沢・新潟中里村田沢・刈羽村割町新田 |
| 5強  | 新潟県   | 安塚町安塚・松代町松代・松之山町松之山・見附市昭和町・中之島町中之島・与板町与板・和島村小島谷・出雲崎町米田・小出町小出島・塩沢町塩沢・六日町伊勢町・新潟大和町浦佐・津南町下船渡 |
| 5弱  | 福島県   | 只見町只見・西会津町野沢・柳津町柳津 |
| 5弱  | 群馬県   | 片品村東小川・高崎市高松町・北橘村真壁 |
| 5弱  | 埼玉県   | 久喜市下早見 |
| 5弱  | 新潟県   | 上越市大手町・上越市木田・浦川原村釜淵・牧村柳島・柿崎町柿崎・頸城村百間町新田・吉川町原之町・三和村井ノ口・三条市西裏館・柏崎市中央町・加茂市幸町・出雲崎町川西・広神村米沢・栄町新堀・湯之谷村大沢・高柳町岡野町・西山町池浦・燕市秋葉町・弥彦村矢作・分水町地蔵堂・吉田町日之出町・巻町巻・月潟村月潟・中之口村中之口 |
| 5弱  | 長野県   | 三水村芋川 |

北は青森県東津軽郡蟹田町（：現外ヶ浜町）、西は兵庫県神戸市灘区、南は和歌山県那賀郡打田町・粉河町（どちらも現：紀の川市）で震度1を観測するなど、東北地方から近畿地方にかけて震度1以上の揺れを観測し、北海道の函館市でもビルの高層階では揺れを感じた。また、防災科学技術研究所が運用している強震観測網によれば小千谷市で震度7相当（計測震度6.7）の揺れを観測した。

### 余震

#### 余震の概要

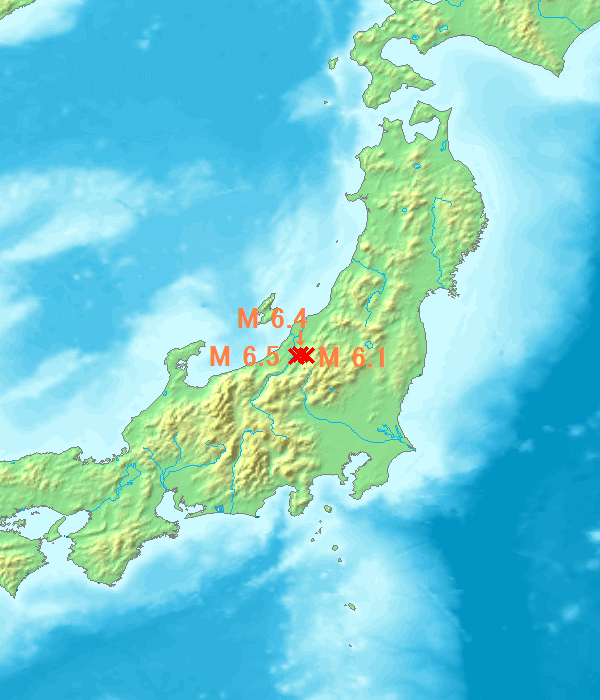
マグニチュード6以上の3つの地震の震源図（気象庁の中越地震震源確定値資料に基づく）

本震の震源の深さが地下13キロで、余震も地下20キロ以浅で発生し、大きな有感地震が続いた。
新潟県内では、本震発生後2時間の間に3回の震度6（弱が1回、強が2回）、地震発生日に計164回の有感地震、翌24日も計110回の有感地震を観測。その後も余震が続き、10月31日までの間に計600回、11月30日までの間に計825回の有感地震を計測した。10月25日以降は、大学の共同研究チーム、気象庁、防災科学技術研究所などにより臨時の地震計（149台）、GPS変位計（17台）、電磁気（9台）の観測機器を設置し、余震活動を記録して地下構造の解析を行った。兵庫県南部地震をきっかけに整備された高感度地震観測網と臨時地震観測機器群の活躍により阪神・淡路大震災の際に記録した余震の2倍、三河地震に匹敵する回数の余震を観測している。震度6強の強い揺れをともなった地震が短時間に連続して発生しており、余震の規模と時空間分布からみると群発地震的な特徴を持っている。地震から7年以上経った2011年でも最大震度が2 - 3の余震が時折発生している。
新潟地方気象台によると、2006年（平成18年）5月2日に発生した小千谷市で最大震度2を観測した余震により、震度1以上の余震は1,000回を超えた。
気象庁の発表によると、最大震度5弱以上の余震は12月28日までに19回起きている（下記の時刻はすべて日本標準時）。
| 発生日         | 発生時刻 | 震央                                                          | 震源の深さ | 最大震度 | 規模 | 備考     |
| -------------- | -------- | ------------------------------------------------------------- | ---------- | -------- | ---- | -------- |
| 2004年10月23日 | 17:56    | 北緯37度17.5分 東経138度52.0分 / 北緯37.2917度 東経138.8667度 | 13 km      | 震度7    | M6.8 | 本震     |
| 2004年10月23日 | 17:59    | 北緯37度18.7分 東経138度51.3分 / 北緯37.3117度 東経138.8550度 | 16 km      | 震度5強  | M5.3 | 余震     |
| 2004年10月23日 | 18:03    | 北緯37度21.2分 東経138度59.0分 / 北緯37.3533度 東経138.9833度 | 9 km       | 震度5強  | M6.3 | 余震     |
| 2004年10月23日 | 18:07    | 北緯37度20.8分 東経138度51.9分 / 北緯37.3467度 東経138.8650度 | 15 km      | 震度5強  | M5.7 | 余震     |
| 2004年10月23日 | 18:11    | 北緯37度15.1分 東経138度49.7分 / 北緯37.2517度 東経138.8283度 | 12 km      | 震度6強  | M6.0 | 余震     |
| 2004年10月23日 | 18:34    | 北緯37度18.3分 東経138度55.8分 / 北緯37.3050度 東経138.9300度 | 14 km      | 震度6強  | M6.5 | 最大余震 |
| 2004年10月23日 | 18:36    | 北緯37度15.3分 東経138度56.4分 / 北緯37.2550度 東経138.9400度 | 7 km       | 震度5弱  | M5.1 | 余震     |
| 2004年10月23日 | 18:41    | 北緯37度14.3分 東経138度54.4分 / 北緯37.2383度 東経138.9067度 | 9 km       | 震度5弱  | M4.2 | 余震     |
| 2004年10月23日 | 18:57    | 北緯37度12.3分 東経138度51.8分 / 北緯37.2050度 東経138.8633度 | 8 km       | 震度5強  | M5.3 | 余震     |
| 2004年10月23日 | 19:36    | 北緯37度13.0分 東経138度49.4分 / 北緯37.2167度 東経138.8233度 | 11 km      | 震度5弱  | M5.3 | 余震     |
| 2004年10月23日 | 19:45    | 北緯37度17.7分 東経138度52.5分 / 北緯37.2950度 東経138.8750度 | 12 km      | 震度6弱  | M5.7 | 余震     |
| 2004年10月23日 | 19:48    | 北緯37度17.8分 東経138度50.1分 / 北緯37.2967度 東経138.8350度 | 14 km      | 震度5弱  | M4.4 | 余震     |
| 2004年10月24日 | 14:21    | 北緯37度14.7分 東経138度49.5分 / 北緯37.2450度 東経138.8250度 | 11 km      | 震度5強  | M5.0 | 余震     |
| 2004年10月25日 | 0:28     | 北緯37度12.1分 東経138度52.2分 / 北緯37.2017度 東経138.8700度 | 10 km      | 震度5弱  | M5.3 | 余震     |
| 2004年10月25日 | 6:04     | 北緯37度19.8分 東経138度56.8分 / 北緯37.3300度 東経138.9467度 | 15 km      | 震度5強  | M5.8 | 余震     |
| 2004年10月27日 | 10:40    | 北緯37度17.5分 東経139度02.0分 / 北緯37.2917度 東経139.0333度 | 12 km      | 震度6弱  | M6.1 | 余震     |
| 2004年11月4日  | 8:57     | 北緯37度25.8分 東経138度54.9分 / 北緯37.4300度 東経138.9150度 | 18 km      | 震度5強  | M5.2 | 余震     |
| 2004年11月8日  | 11:15    | 北緯37度23.7分 東経139度01.9分 / 北緯37.3950度 東経139.0317度 | 0 km       | 震度5強  | M5.9 | 余震     |
| 2004年11月10日 | 3:43     | 北緯37度22.1分 東経139度00.0分 / 北緯37.3683度 東経139.0000度 | 5 km       | 震度5弱  | M5.3 | 余震     |
| 2004年12月28日 | 18:30    | 北緯37度19.3分 東経138度58.9分 / 北緯37.3217度 東経138.9817度 | 8 km       | 震度5弱  | M5.0 | 余震     |

#### 最大余震
最大余震は、本震からおよそ40分後の10月23日18時34分に発生したM6.5（最大震度6強）の余震である。この余震で川口町では2515.4galの最大加速度を記録し（南北成分1639.9gal・東西成分2035.6gal・上下成分548.5gal）、当時の強震観測史上最大値となった。この最大余震で震度5弱以上を観測した地点は以下の通り（観測点名は当時のもの）。 
| 震度 | 都道府県 | 観測点名 |
| ---- | -------- | --- |
| 6強  | 新潟県   | 小国町法坂・十日町市千歳町・川口町川口 |
| 6弱  | 新潟県   | 川西町水口沢・小千谷市城内・六日町伊勢町・広神村今泉・中里村田沢・安塚町安塚・入広瀬村穴沢・堀之内町堀之内・松代町松代・大和町浦佐                                                                           |
| 5強  | 新潟県   | 三島町上岩井・越路町浦・塩沢町塩沢・湯之谷村大沢・高柳町岡野町・和島村小島谷・三和村井ノ口・小出町小出島・長岡市幸町・浦川原村釜淵・与板町与板・上越市大手町・守門村須原・出雲崎町米田・牧村柳島・西山町池浦 |
| 5弱  | 群馬県   | 白沢村高平・片品村東小川・北橘村真壁・昭和村糸井 |
| 5弱  | 新潟県   | 大島村上達・栃尾市大町・清里村荒牧・出雲崎町川西・広神村米沢・松之山町松之山・吉川町原之町・上越市木田・津南町下船渡・板倉町針・栄町新堀・頸城村百間町新田・柏崎市中央町・中之島町中之島                     |

このほか、東北地方から近畿地方にかけての広い範囲で震度4から震度1を観測した。兵庫県加古川市では、本震では体に感じる揺れ（震度1以上）は観測されなかったが、この余震では震度1の揺れが観測されている。

### 地震動の伝播
防災科学技術研究所により整備・運用されている高感度地震観測網（Hi-net）のデータを利用した、地震動が伝播する様子を色の変化で表現した静止画と動画。揺れが広がっていった様子がわかる。
- 最大振幅分布図
- 振幅アニメーション

### 前兆現象
1983年（昭和58年）から1986年（昭和61年）および、1994年（平成6年）から本震の直前まで震源域を中心に地震の静穏化現象が生じていた。
本震発生より約1か月前の2004年9月7日夜から8日夜までの間に、長岡市の南東約10 km（震源の深さは2 - 5 km）を震源地とする有感地震が7回連続して発生しており、7日20時18分にはM 3.8の地震（最大震度は山古志村の震度3）、21時41分にはM 4.3の地震（山古志村で震度4、長岡市などで震度3）の地震が発生した。しかし、9日以降は沈静化しており、新潟地方気象台は同月10日時点で今後、地震が連続して発生する可能性は低く、これ以上大きな地震が発生する可能性はほとんどないという見解を示していた。

## 地震像
この地域は、ユーラシアプレートと北米プレートが衝突する日本海東縁変動帯の陸域の新潟-神戸歪集中帯の中でも、強い褶曲を受け複雑な応力場を生じている地域である。北北東 - 南南西方向の軸を持つ複背斜構造があり、震源域となった新潟堆積盆地の東縁（信濃川の東岸）の東山丘陵と魚沼丘陵は、中新世以降に堆積した5,000メートル以上の堆積物が堆積している。地震発生直後の調査では、地表地震断層が出現した小平尾断層と六日町盆地西縁断層の北部が活動したと考えられていたが、その後の調査で前述断層帯が原因となった可能性を否定する結果が得られている。阪神・淡路大震災のように明瞭な断層線が地表に出現しないことから、従来知られていた活断層（小平尾断層、六日町盆地西縁断層、信濃川低地西縁断層、信濃川低地東縁断層など）の活動ではなく、厚い堆積層下の未知の断層の活動による地震と考えられている。メカニズムとしては、北西 - 南東圧縮の逆断層型の地震である。本震および余震の振動波形や余震分布の解析結果によると、本震を発生させた滑り面とは別に並行する別な滑り面と本震と直交する合わせて3つの滑り面が存在した。

## 被害

### 被害の概要
| 都道府県 | 死者・負傷者数 | 死者・負傷者数 | 死者・負傷者数 | 住宅被害棟数 | 住宅被害棟数 | 住宅被害棟数 | 住宅被害棟数 | 住宅被害棟数 | その他   | その他 | その他         |
| 都道府県 | 死亡           | 重傷           | 軽傷           | 全壊         | 半壊         | 一部損壊     | 火災         | 非住家損壊   | 道路損壊 | 崖崩れ | ブロック塀損壊 |
| -------- | -------------- | -------------- | -------------- | ------------ | ------------ | ------------ | ------------ | ------------ | -------- | ------ | -------------- |
| 新潟県   | 68             | 632            | 4,172          | 3,174        | 13,810       | 104,619      | 9            | 41,738       | 6,064    | 442    | 15             |
| 福島県   |                |                |                |              |              | 1            |              |              |          |        |                |
| 群馬県   |                |                | 6              |              |              | 1,055        |              |              |          |        |                |
| 埼玉県   |                |                | 1              |              |              |              |              |              |          |        |                |
| 長野県   |                | 1              | 2              |              |              | 7            |              |              |          |        |                |
| 合計     | 68             | 633            | 4,181          | 3,174        | 13,810       | 105,682      | 9            | 41,738       | 6,064    | 442    | 15             |

強い揺れに見舞われた小千谷市や十日町市、長岡市、見附市を中心に、全体で68名が死亡した。この内、建物の倒壊などによる直接的な死者は16人で、他の52人は避難中のストレスやエコノミークラス症候群によるものであったため、同症候群が広く認知されるきっかけとなった。
家屋の全半壊はおよそ1万7000棟に上ったものの、建物火災の発生は9件に留まり「新潟県・特別豪雪地帯等における高床式住宅の特例基準」が施行された2001年10月以降の高床式住宅は比較的被害が軽微であった。
一方で、山崩れや土砂崩れなどで鉄道・道路が約6,000か所で分断した。2004年（平成16年）は7月13日に新潟県地方で大規模な水害が起こり（平成16年7月新潟・福島豪雨）、また夏から秋にかけて台風が過去最多の10個上陸するという例年にない多雨に見舞われた年であった 。このため、もともと地滑りの発生しやすい地形であったところに降雨によって地盤が緩み、地震が発生した際に多くの土砂崩れを引き起こした。

### 河川
山古志村芋川流域では842か所で崩落が起き、52か所で自然ダム（河道閉塞）を生じ、一部では湛水による被害を生じた。
こうした河道閉塞により、村内の複数の集落で大規模な浸水の被害が出ており、下流域では土石流が発生する危険性があるため、ポンプによる排水や、河道付近の民家を撤去するなどの措置が取られた。
また、地震発生当時、幸いにも水位が低かったため、被害は発生しなかったが、刈谷田川などの信濃川水系で堤防の一部にも亀裂が生じた。

### ライフライン
電気・ガス・水道・電話・携帯電話・インターネットなどのライフラインが破壊されたほか、新潟県への電話が集中したため、交換機が輻輳し、発信規制がかけられた。また、山間部へ続く通信ケーブルや、その迂回路も破壊され、外部からの情報にも孤立する自治体が出た。被災地での情報源はテレビ・ラジオが主となり、停電地域は携帯ラジオか避難所に設置されるテレビのみとなった。
発災当時はEメール（キャリアメール）機能付きフィーチャーフォン携帯電話が一般的に普及していた時期であり、以前から普及していたショートメールサービス（SMS）とともに電話不通時の連絡手段として利用された。しかし、阪神・淡路大震災以降、災害に強いと思われてきた携帯電話については、震源地周辺では基地局の設備損壊や長期停電などがあり、基地局の機能維持のために非常用として蓄電されていた予備のバッテリーも、通話の集中によって1日あまりで使い果たされてしまうなどしたために、基地局そのものの機能が停止し通話不能となるなど広範囲で使用不能となった。基地局が機能していても、モバイルバッテリー等が無いために停電復旧まで携帯電話が不通となる被災者も多数いた。
柏崎刈羽原子力発電所・福島第一・第二原子力発電所（東京電力）と女川原子力発電所（東北電力）を含めた発電所への被害はなかったが、2007年の新潟県中越沖地震では柏崎刈羽原子力発電所で火災が発生した。

### 交通機関

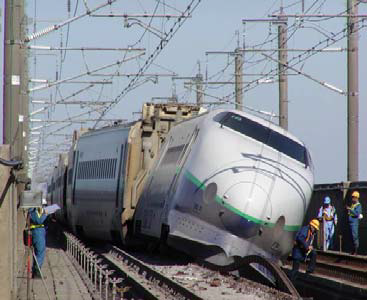
新潟県中越地震で脱線した上越新幹線「とき325号」10両目（最後尾）。2004年10月24日 207k550m付近より撮影（国土交通省 航空・鉄道事故調査委員会『鉄道事故調査報告書 報告書番号:RA2007-8-1 東日本旅客鉄道株式会社 上越新幹線浦佐駅～長岡駅間 列車脱線事故』 より）

鉄道では、東日本旅客鉄道（JR東日本）上越新幹線浦佐駅 - 長岡駅間を走行していた東京発新潟行き「とき325号」が脱線。新幹線の営業運転中の脱線事故は開業以来史上初であった（上越新幹線脱線事故）。同線では線路や橋脚の破損や、トンネルの路盤が盛り上がるなどの被害も生じた。また在来線も上越線、信越本線、飯山線、只見線、越後線で路盤の崩壊など甚大な被害を受けた。また、27日午前に発生した余震の際には長岡駅大手口の外壁が崩壊する可能性があるとして一時閉鎖されたが、その後安全が確認され、同日夕刻から営業を再開した。
道路は北陸自動車道や関越自動車道などの高速道路、国道17号や国道8号などの多くの一般国道、多くの県道や生活道路も亀裂や陥没、土砂崩れ・崖崩れによって寸断された。このため山間部の集落の一部はすべての通信・輸送手段を失って孤立した。とりわけ古志郡山古志村（現：長岡市山古志地域）は村域に通じるすべての道路が寸断されたため、ほぼ全村民が村内に取り残され、自衛隊のヘリコプターにより長岡市・小千谷市などへ避難させる作業が行われた。主要地方道の新潟県道71号小千谷川口大和線の木沢トンネルも損傷したが、崩落箇所を修復し復旧した。
新潟県は富山県、長野県、群馬県、福島県、山形県と隣接しているが、ほとんどの県境が山間部であるため前述の道路不通と、高速道路迂回車両が重なったため県外から被災地へのアクセスも大幅に制限されていた。

### 産業
農業は大きな被害を受けた。川口町や小千谷市では、地震の影響で水田が液状化したり、棚田が崩壊するなどの被害も見られた。これにより、魚沼コシヒカリを始めとした米の耕作作業と収穫量に大きく影響した。
闘牛（牛の角突き）の盛んな山古志村には多数の牛がいたが、地震発生時に牛舎が倒壊して村全体の約1割が死んだ。生き残った牛も全村民の避難時に村に置き去りとなったが、まもなく住民が余震の続く中を村に戻り、山道を移動したりヘリコプターで空輸したりするなどして数日内に全頭を救出した。山古志村では錦鯉も養殖されていたが、地震により棚池の底にひび割れができて水が失われたり、棚堤防が決壊して流失したり、土砂崩れに埋まったりするなどして約80パーセントの錦鯉が死んだ。生産者らは生き残った錦鯉を救出し、ヘリコプターで村外へ搬出した。

### 広範囲への影響
影響は震源地周辺だけではなく、長野新幹線（現：北陸新幹線）や首都圏の私鉄や地下鉄も運転を見合わせたり、遅れが発生したりした。また、首都圏のJR各路線で使用する電力の半分は被災地周辺の水力発電所で賄われており、小千谷市や川西町にまたがるJR東日本保有の信濃川発電所（44万9000キロワット）に大きな被害が発生したため、発電不能となった。このため、ほかの発電所の発電量を増やしたり、東京電力から電気を購入したりするなどして対応で凌いだ（2006年3月14日に復旧工事が終了し、通常の発電出力に戻る）。
この地震では長周期地震動による被害も発生した。震源から200キロ離れた東京では有感震度は3であったが、六本木にある森タワーのエレベーター6基が緊急停止、うち2基で乗客各1名が一時閉じこめられた。原因は地震動によるワイヤの共振とみられ、うち1基では8本あるワイヤの1本がエレベータ坑側壁の金具に接触し切れていた。

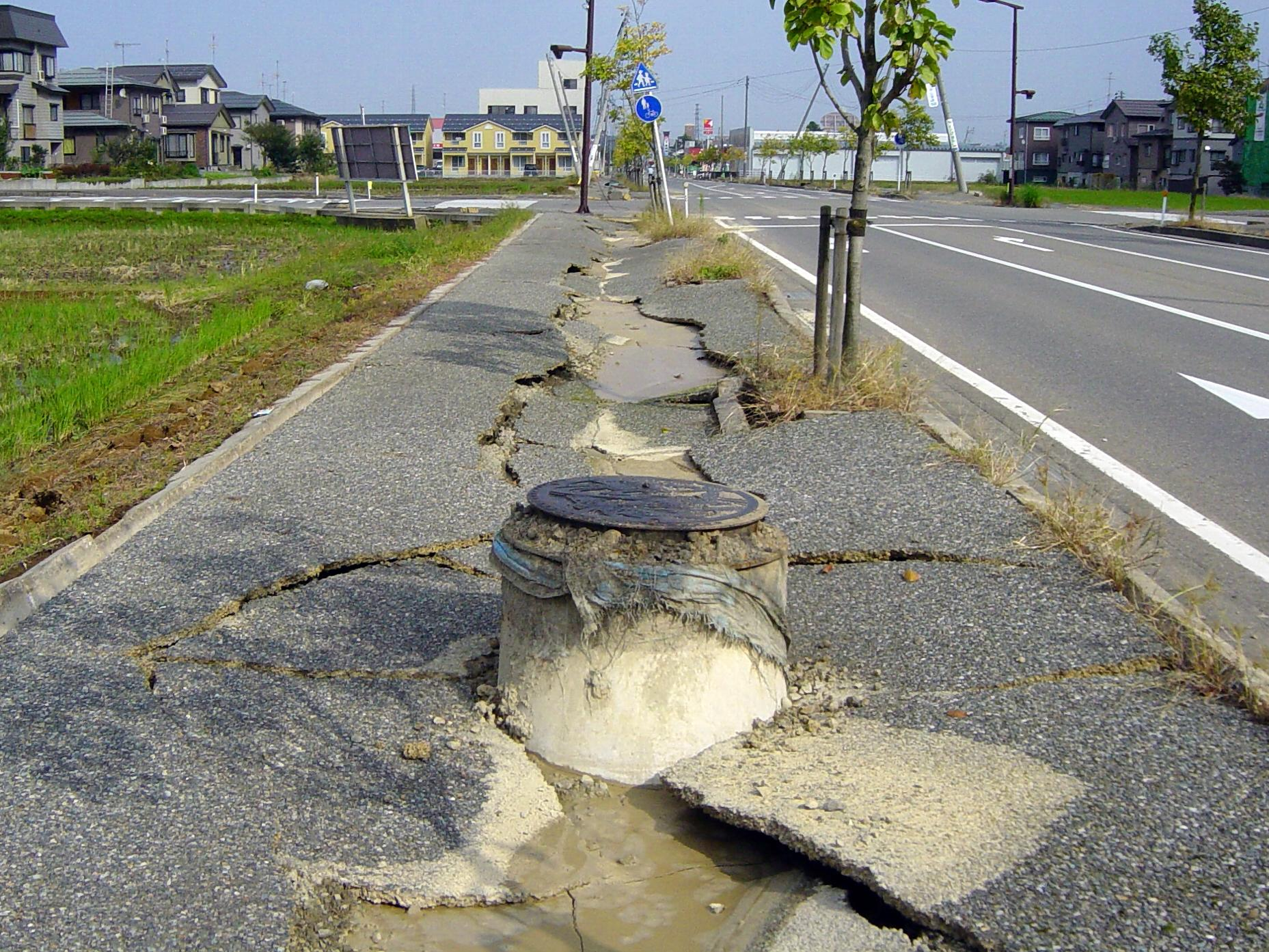
液状化現象により破損した道路（小千谷市）。2004年10月撮影。
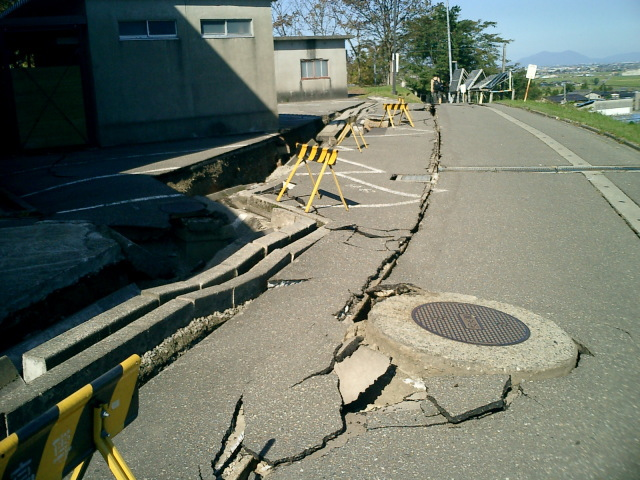
長岡工業高等専門学校の敷地内の道路。2004年10月撮影。
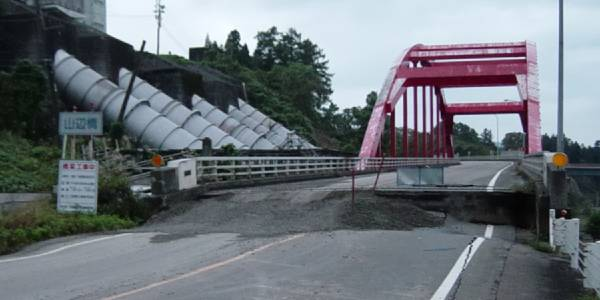
国道117号にかかる山辺橋（小千谷市）。2004年10月撮影。
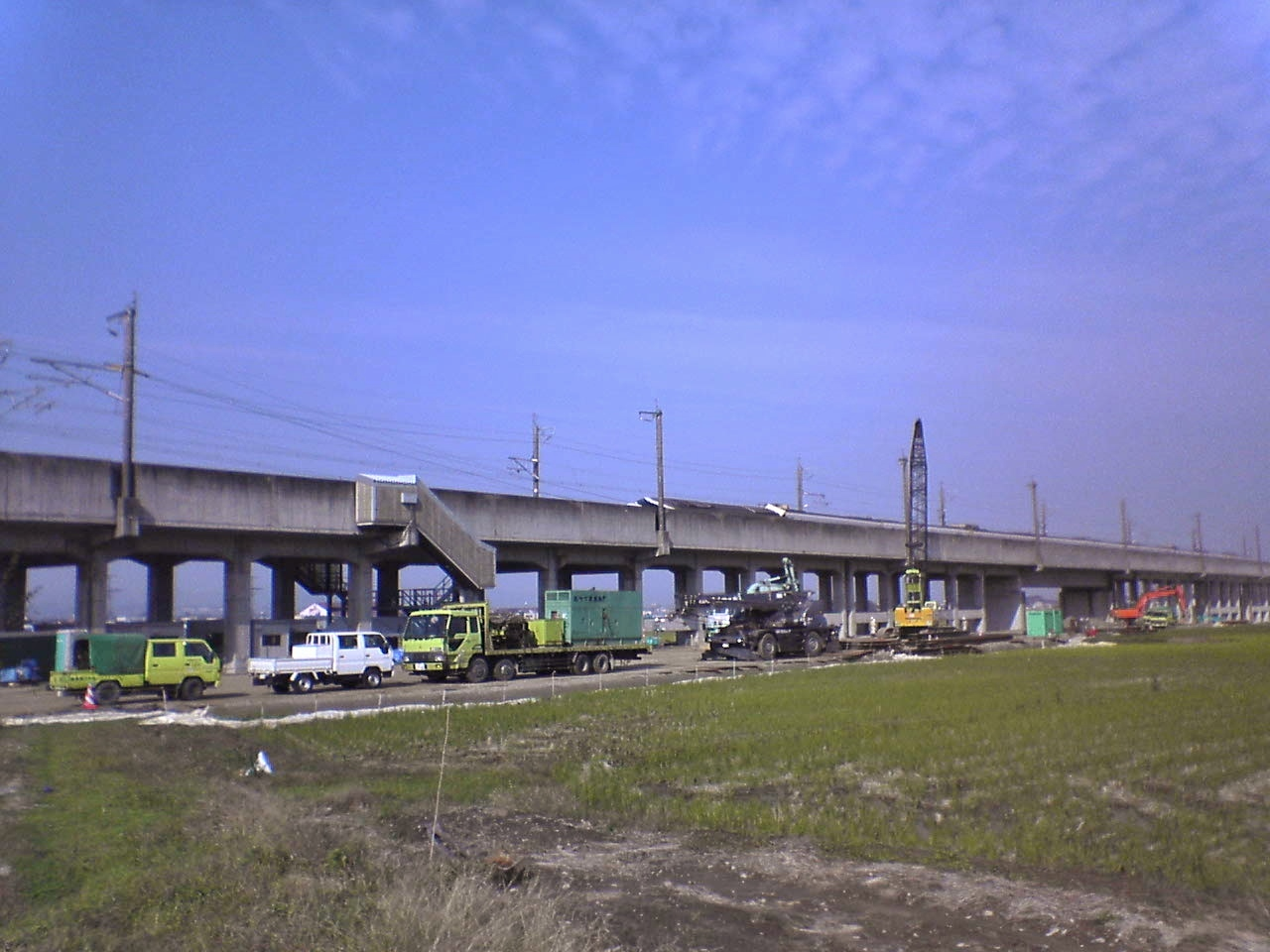
脱線した上越新幹線。2004年11月撮影。
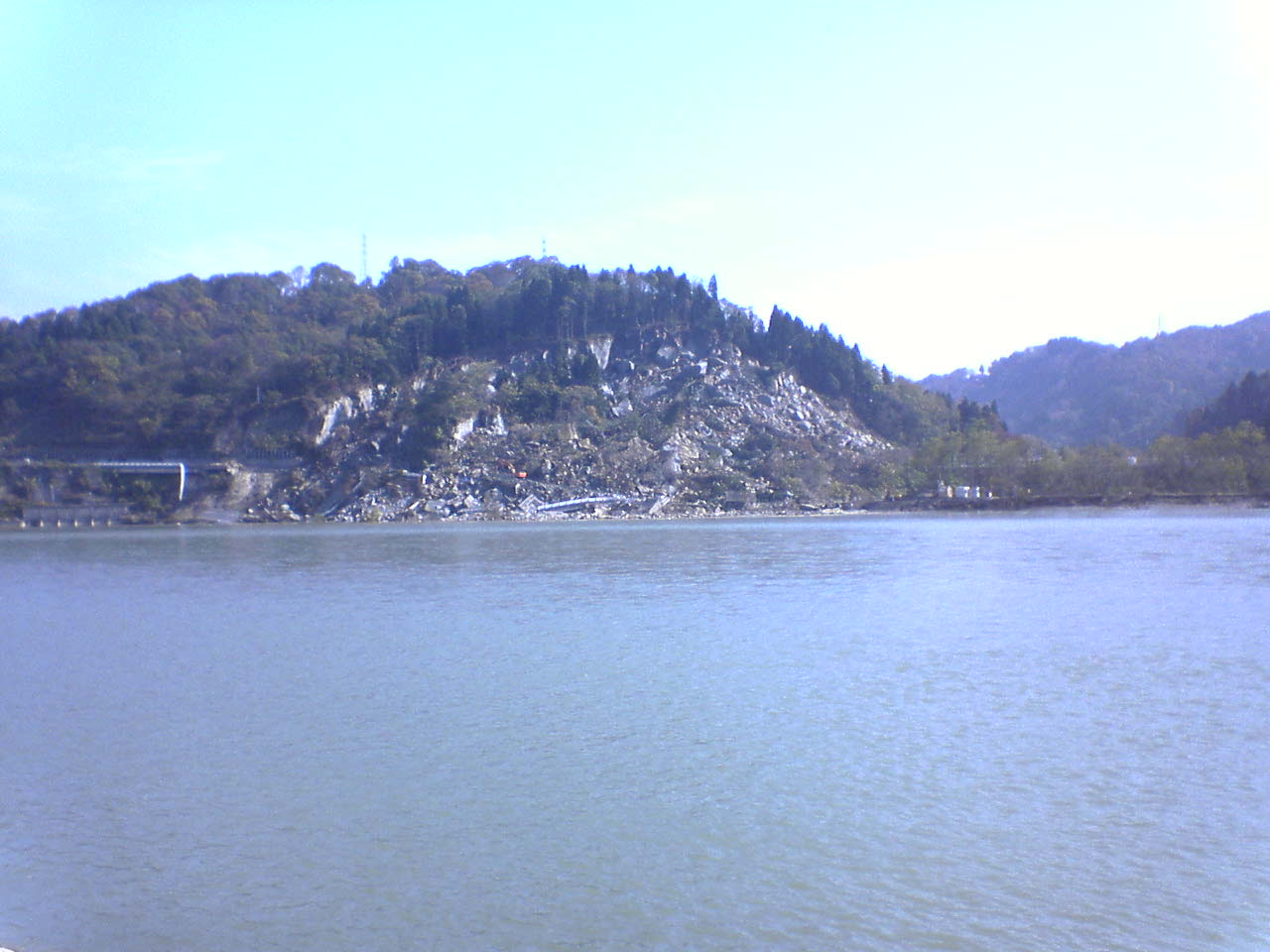
長岡市妙見の崖崩れ現場。2004年11月撮影。
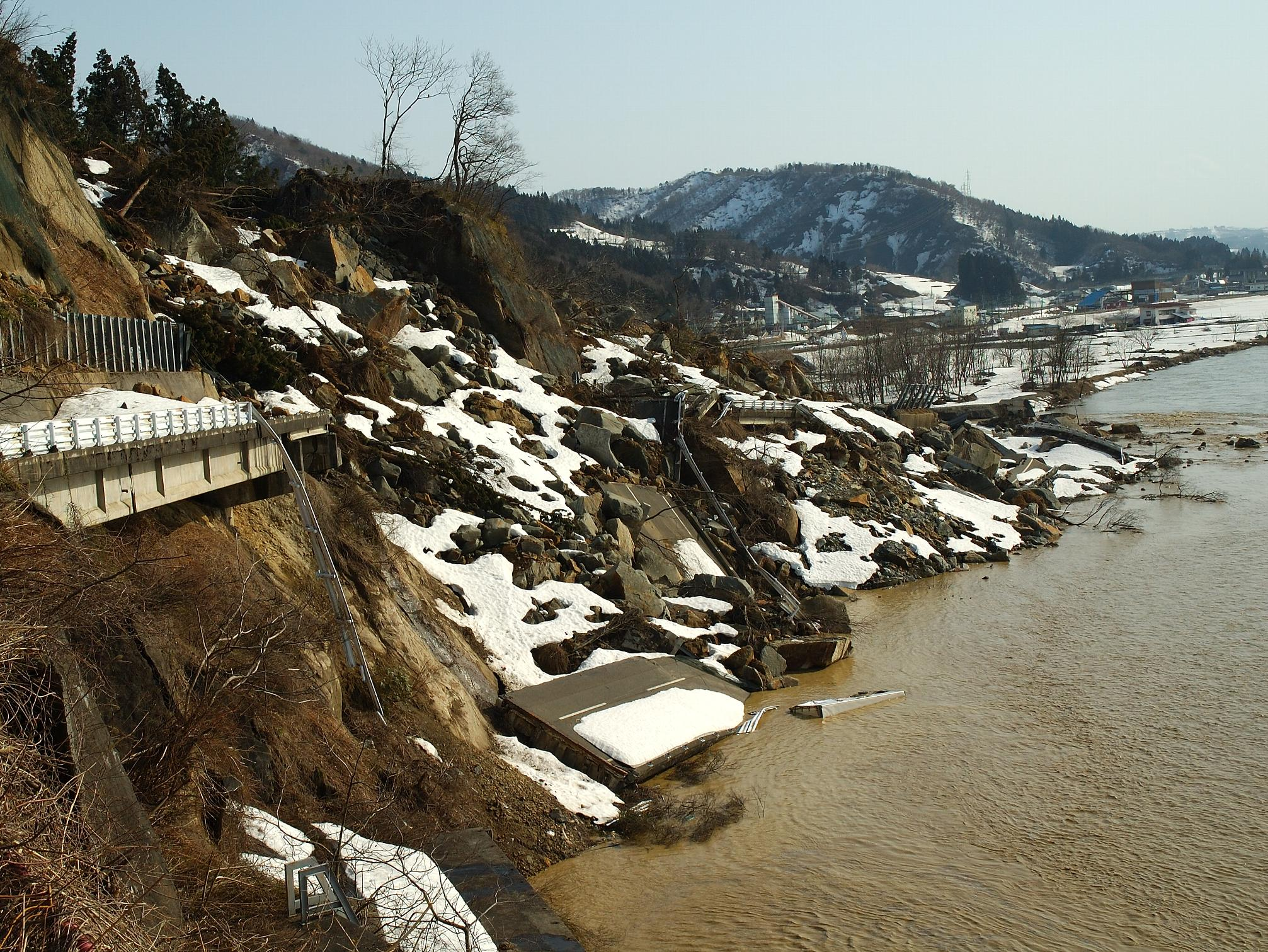
長岡市妙見の崖崩れ現場。2005年4月撮影。
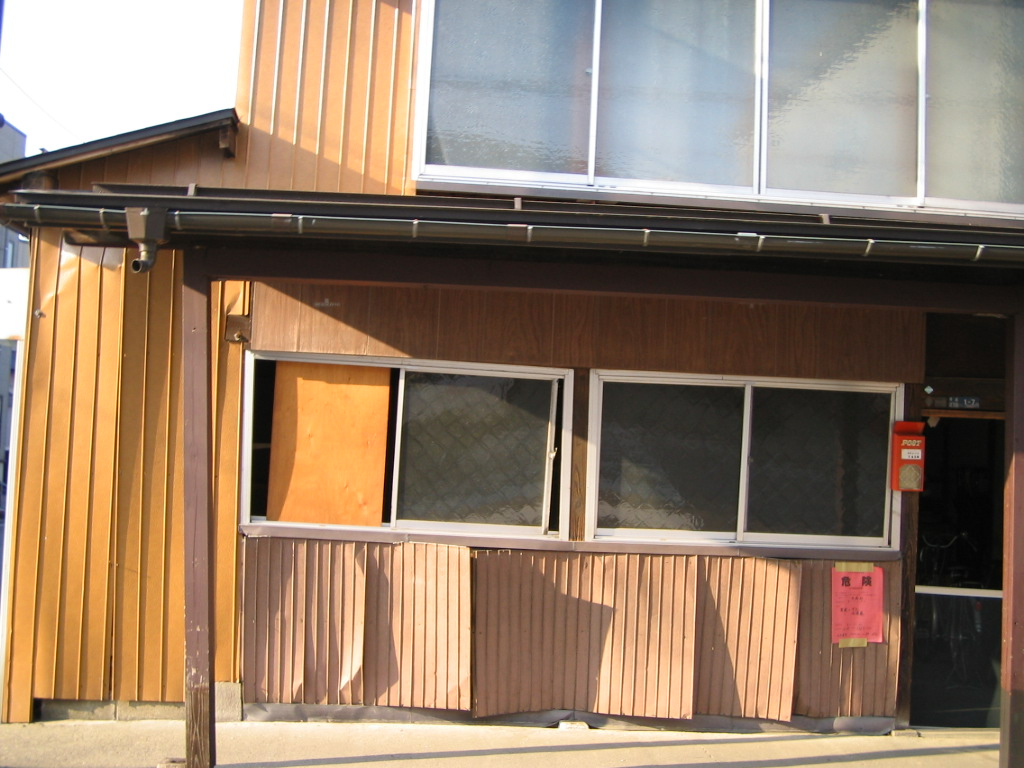
「危険」と判定された住宅。
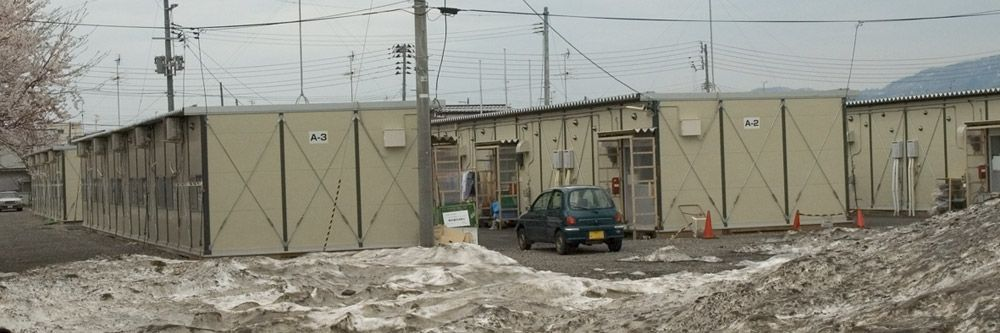
仮設住宅。
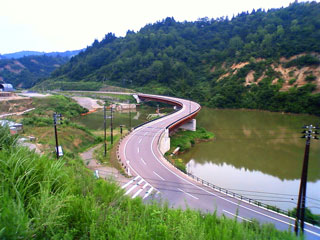
天然ダムによる被災箇所の復旧状況（長岡市山古志東竹沢）

## 二次被害
地震発生後、下記のような二次的な被害が多数報告された。

### 被災者の身体的被害
車の中で長期間寝泊りすることで、下記のような症状を起こし、今回の地震で52名が災害関連死と認定された。
- 車中泊中の静脈血栓塞栓症（いわゆるエコノミークラス症候群）
- 精神的あるいは身体的ストレスによる心筋梗塞・脳梗塞
- 排気ガス中の一酸化炭素吸入による一酸化炭素中毒

また風邪や肺炎が流行したほか、避難所生活およびその後の仮設住宅における生活で仕事を失い、あるいは畑仕事などの作業ができなくなり、運動不足と孤立により高齢者の心身が急速に衰える廃用症候群が広がっている。

### 被災者に対する経済的・心理的被害

#### 詐欺などの悪質犯罪
電話で警察、消防、自衛隊などを騙るなどして「救出活動の経費負担を」などと持ちかける振り込め詐欺、日本赤十字社や共同募金など実在の団体名を騙り全く無関係の振込先口座番号に振り込ませようとする義援金詐欺、「ボランティアで来ている。家の補修工事を手伝わせてほしい」などと称してごく簡単な応急的な作業を行った後に多額の代金を請求する詐欺が発生している。また、退避勧告中の家の中から貴重品が盗まれたり、被災地の銀行・郵便局のATMが荒らされる被害が発生した。

#### 避難所でのトラブル
- 避難者は最大10万人以上に達した[38][N 118]。各地に設置された避難所では、1か所でも数千人以上の人数が避難してきたところが多かった[N 119]。災害時には学校の体育館等を避難所にすることが多いが、これだけの人数を一度に収容できる体育館や施設は少なく、その結果避難者全員が横になって眠るスペースや毛布まで不足する事態が起きた[N 120]。同様に地震発生後の支援活動が通信・交通網の途絶などのために遅れた地区では、水や食料品の調達・支援も1 - 2日止まったため、その間食事の配給ができない地区もあった[N 121][N 122]。
- 各地の避難所に駆け込んだ人たちの中には、自宅は損壊もしていない無傷の状態の人達も多かったが、自宅が壊れる前に頑丈な造りの避難所に行ったほうが安全と考え、続々と集まってくる避難者で各地の避難所はパンク状態に陥った[N 123]。避難所が足の踏み場もないほどすし詰めになり、先にも書いたようなスペースと物資の不足もあって、精神的ストレスの溜まりやすい状況となった[N 124][N 125]。これらの理由から、すでにパンク状態の避難所には入らず、屋外に停車させた車の中で寝泊りする避難者もいた[N 126][N 127]。
- 地震発生後の死者・行方不明者は約30人であったが、その後、車内での寝泊まりなどにともなうエコノミークラス症候群や心身上の過労から倒れ、避難先や病院で死亡する「震災関連死」が続出した[38][N 128][N 129]。

### 被災地の二次自然災害

#### 積雪による家屋倒壊
新潟県は世界有数の豪雪地帯であるため、冬の積雪は毎年、多い場所で3メートルに達する。そもそも地震による屋根融雪設備の破損は多く、被災地一帯で人力での雪下ろしの必要性が高い状況にあった。2005年（平成17年）の1月下旬から2月上旬にかけて記録的な大雪（19年ぶりの豪雪）となり、場所によっては4メートルを越える積雪量となり、地震で傾いたり被害を受けた建物が積雪の重みで倒壊したりする例が出た。山古志村で6棟など、最終的に77棟が雪の重みで倒壊し、うち長岡市など6棟で地震との因果関係が認められた。
- 2005年（平成17年）1月26日、小千谷市の旅館の屋根が雪の重みで崩れ落ち、宿泊客2名が死亡した[N 139][N 140]。なお、死亡した宿泊客は災害復旧作業に来ていた土木建築会社の作業員であった[N 139][N 140]。

#### 融雪による雪崩
気候が温暖になるにつれ、融雪が始まった。特に2005年（平成17年）は地震により地盤が緩んだところに例年にない大雪が降ったため、雪崩による地震の二次災害が発生する事例があった。
- 2005年（平成17年）2月18日、刈羽郡高柳町田代（現・柏崎市高柳町田代）で雪崩が発生。近くの県道を走行していた軽貨物車が巻き込まれ、運転していた中魚沼郡川西町（現・十日町市）の男性が死亡[N 141]。また同日、同町山中の国道252号線付近の災害復旧現場でも雪崩が発生し、重機で作業中だった作業員の男性が死亡した[N 141]。
- 2005年（平成17年）3月19日、小千谷市西吉谷で雪崩が発生し、土砂の混じった雪が近くを流れる茶郷川をせき止めた。溢れた水で近くの民家2棟が床上・床下浸水する被害が発生した。

#### 柏崎市を中心とする地震と水害
- 2005年（平成17年）6月20日、13時すぎに中越地方を震源とする最大震度5弱（柏崎市高柳・長岡市小国）と4（柏崎市高柳）を観測する地震（中越地震の余震ではない別の地震）が相次いで発生し、中越地震の際に損傷を受けていた建物や緩んでいた地盤が被害を受けた[N 142]。
- 2005年（平成17年）6月28日、柏崎市内では、前日より降り続いていた雨が28日夕方まで降り続き、市内を流れる鯖石川や鵜川、谷根川などの水が溢れ出し、住宅の床上浸水169件、床下浸水312件（2005年6月29日17時現在）などの被害が出た（柏崎市発表）。中越地震や8日前の6月20日に発生した地震により、地盤が緩んでいる地域であったため、多くの箇所で土砂崩れや道路決壊などが発生した[N 143][N 144]。

## 政府・各機関・施設の対応

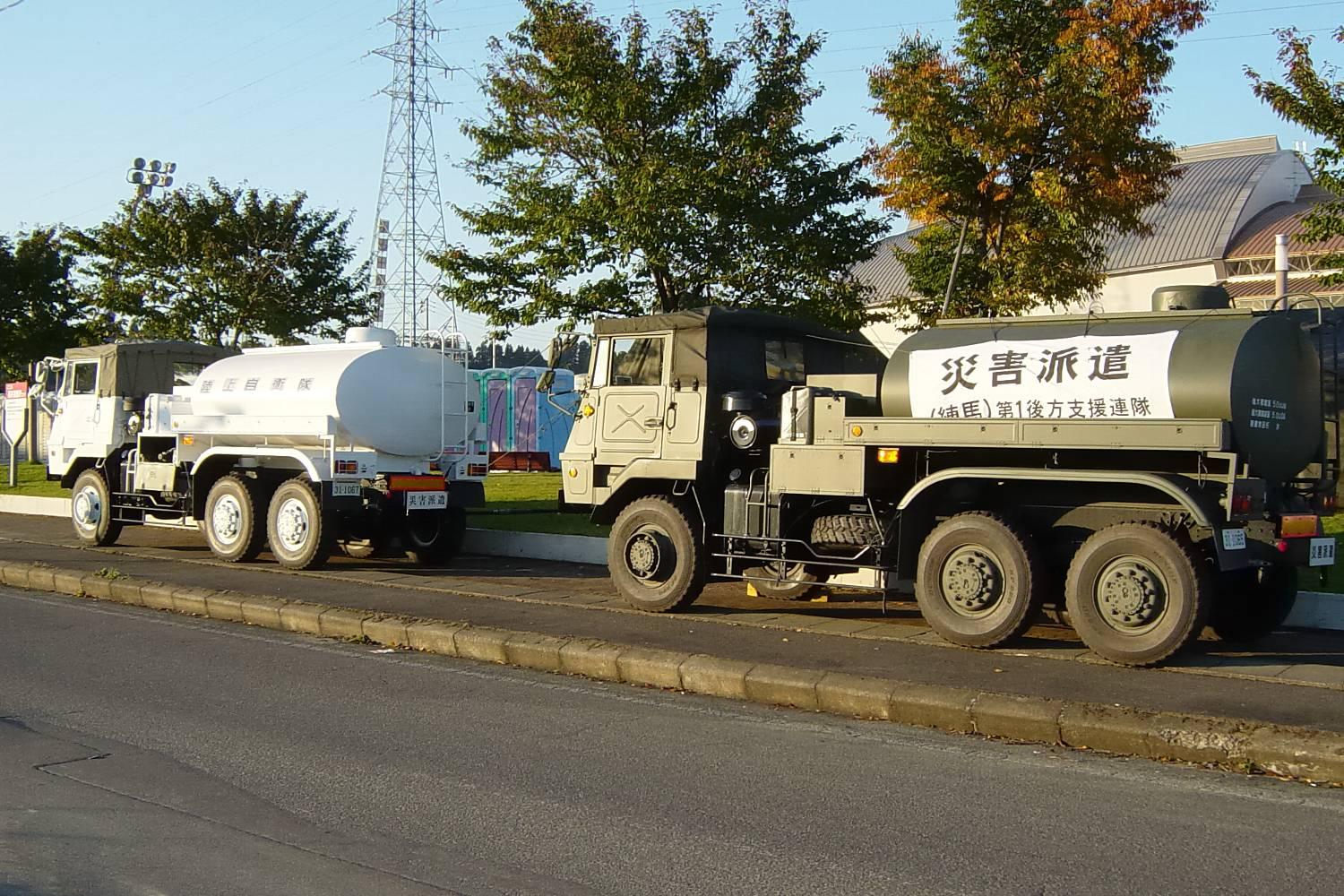
救援活動中の自衛隊車両（小千谷市総合体育館前）。2004年10月撮影。

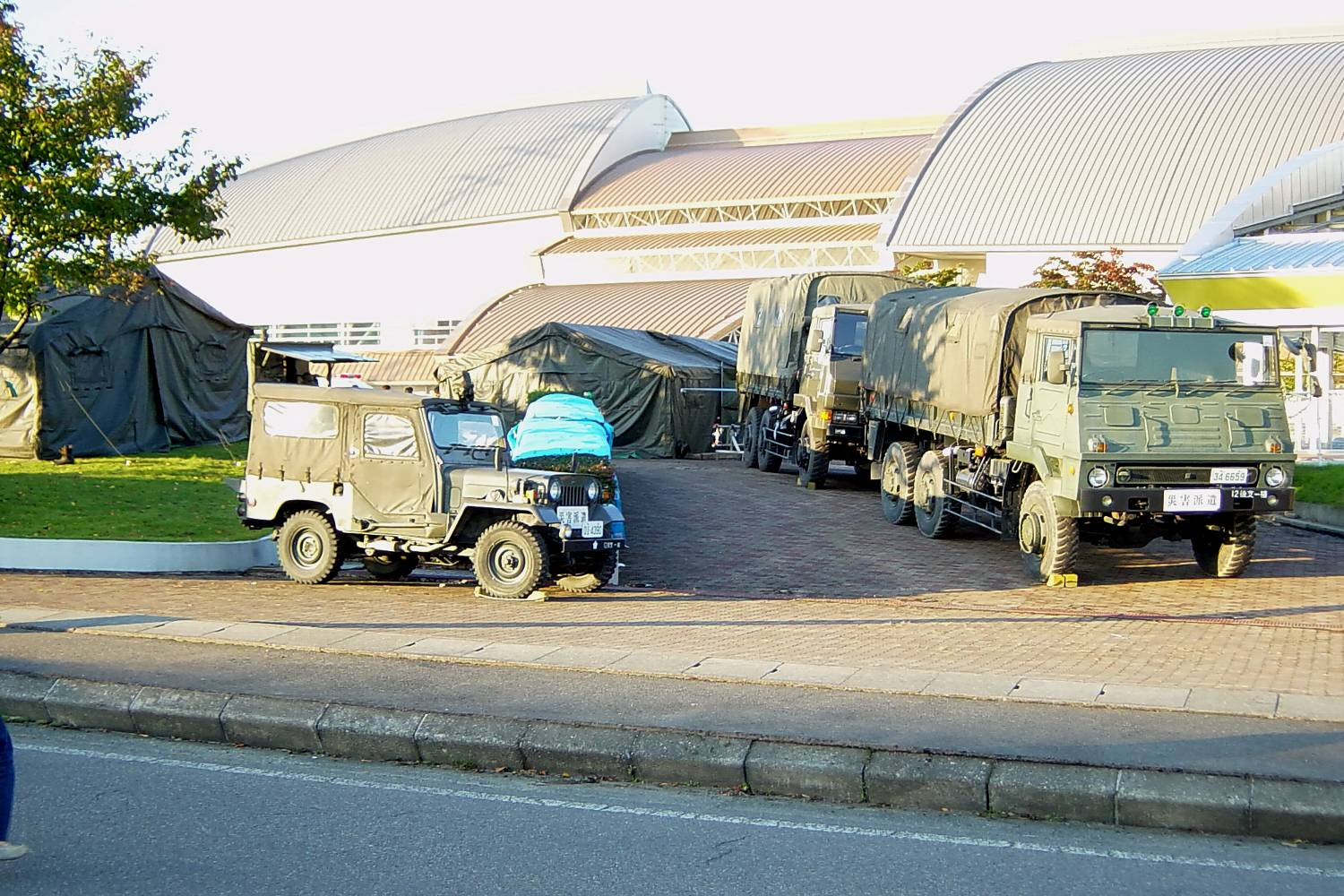
被災地に向け、出発する自衛隊車両。

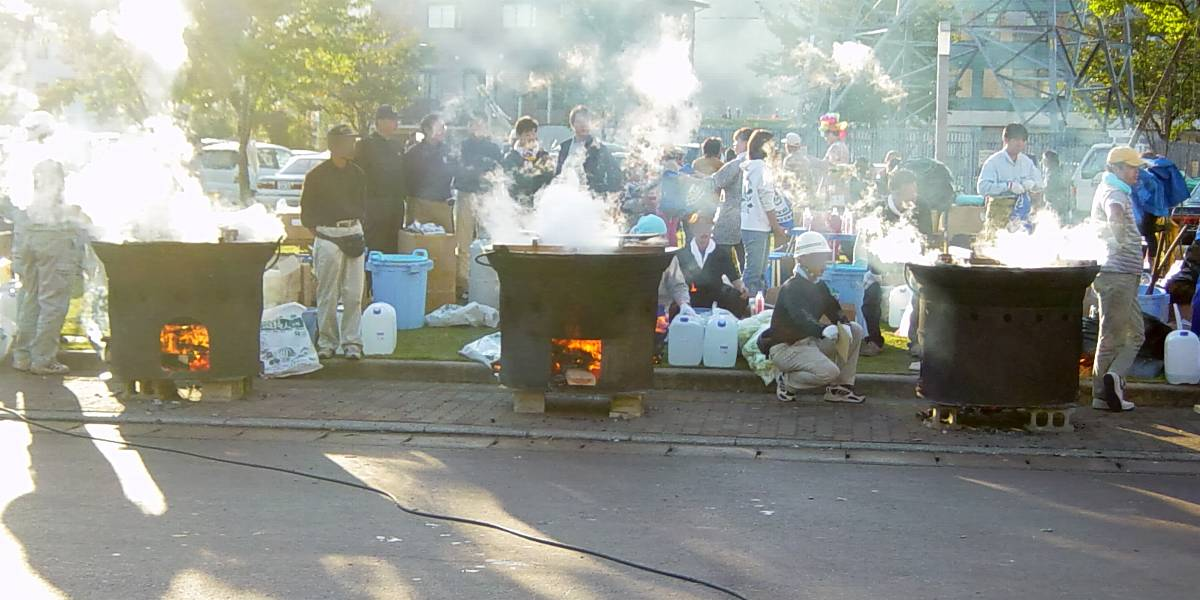
被災者への炊き出し。2004年10月撮影。

- 小泉純一郎首相（当時）は第17回東京国際映画祭のオープニングセレモニーに出席中であり、第一報を受けてから約1時間後に公邸に戻った[N 145][N 146]。首相官邸には地震発生から約4分後の23日18時に対策室が設置され、防衛庁に阪神・淡路大震災以来初となる緊急対策室が設置された[N 147][N 148]。翌日に村田吉隆防災担当大臣（当時）が被災地を訪問した[N 149]。
- 一般向けの提供がまだ行われていなかった緊急地震速報は、実際に稼動した。まだ実験段階ではあったが、茨城県守谷市にある明星電気守谷工場内で速報の受信が行われ、実際にカウントダウンまでされた（ビデオ映像）。なお、脱線した上越新幹線でも、ユレダスと呼ばれる緊急地震速報が受信され、緊急停止が行われた（結果的に、揺れる前に停止はできなかった）。また、17時56分13.6秒（本震）の第4報では、新潟県中越地方の震度予測が「6強から7程度」となっており、実際に震度7が観測されることも予測していた。
- 新潟県知事、被災地各市町村首長らの要請により、自衛隊が災害派遣され、新潟市の新潟県スポーツ公園内の臨時駐車場と新潟県立野球場の建設予定地を災害支援用の拠点として使用[N 150][N 151]。その後交通網の復旧が進んだことから10日より順次、被災地周辺に駐屯する体制に切り替えられ、長岡市悠久山野球場周辺など数箇所に拠点を置いた[N 152][N 153]。なお、当時の平山征夫知事の任期が地震発生翌日の10月24日までだったため、地震発生当時は知事ではなかった泉田裕彦次期知事も知事就任前から新潟県庁で状況把握を行っていた[N 154][N 155][N 156]。
- 消防では、新潟県内の消防本部による消防応援が実施されたのとあわせて、総務省消防庁などの調整のもと、宮城県・山形県・福島県・茨城県・栃木県・群馬県・埼玉県・千葉県・東京都・神奈川県・長野県・山梨県・富山県・石川県・愛知県の消防本部から緊急消防援助隊が出動し被災地での災害活動が行われた[G 20]。

東京都隊として派遣された東京消防庁の消防救助機動部隊（ハイパーレスキュー）が中心になり、長野県隊・栃木県隊などや新潟県内の消防本部救助隊とともに、崖崩れの現場で救助活動を行い、地震発生から92時間後に崖崩れで埋没していた乗用車から2歳の男児を救助した。
緊急消防援助隊の10月23日から11月1日の10日間の活動で453人（うち消防防災ヘリコプターによる救出が282人）を救出。この震災で消防が得たものが、のちの特別高度救助隊・高度救助隊の発足と整備につながる。
- 警察では、警察庁が各県警の広域緊急援助隊を出動させ災害現場の警備や救助活動、交通整理などを行った[N 159]。
- 災害救助犬は、各民間（ボランティア）協会より被災地に派遣され活躍したほか、崖崩れで数日間埋没していた乗用車から救出された現場には警視庁所有の警備犬レスター号（ジャーマンシェパードのオス、 - 2015年12月4日[N 160][N 161]）が投入された。
- 救助活動が行われている崖崩れ現場に、地盤や地震に詳しい上席研究員と工学博士、陸上自衛隊の医官も加わった[G 23]。
- 東京都の医師、看護師、救急救命士などによる災害医療チーム東京DMATが被災地に入り医療活動を行った[G 24]。
- 新潟県公安委員会は10月24日、関越自動車道・小千谷IC - 長岡JCT間と、北陸自動車道・柏崎IC - 三条燕IC間を緊急交通路に指定した（それぞれ復旧と同時に解除）[N 162]。
- 通常は有料の県内の公営入浴施設を、避難者のために急遽無料で開放。各避難所単位で利用できる日時を指定したうえで、利用希望者を送迎バスで入浴施設に運んでいた[N 163][N 164]。しかし、震度3以上の余震が発生するたびに危険な損壊が起きていないかを調べるため、頻繁に施設の開放を一時中断せざるをえなかった。
- 居住施設提供：高齢者、障害者、未就学児、妊婦、その他[G 25]
- 11月26日に、台風23号とともに激甚災害に指定することが閣議決定され、12月1日より施行された[N 165]。
- 2006年（平成18年）7月4日、旧山古志村（現・長岡市）にある虫亀診療所が診療再開[G 26]。
- 2006年（平成18年）7月6日、旧山古志村（現・長岡市）にある種苧原診療所が診療再開。
- 2007年（平成19年）12月2日付の毎日新聞の報道によると、長岡市内の仮設住宅に同市の54歳の復興管理監が自分は入居資格がないにもかかわらず、2007年（平成19年）11月初めまで入居していたことが発覚した[N 166]。
- 2007年（平成19年）12月31日、すべての仮設住宅から住民が退去し閉鎖[N 167]。

### 救出実績
- 自衛隊：1,800名
- 消防：453名
- 警察：137名

### 通信・報道・広報
- 地震の発生直後から、NTT東日本とNTTドコモは災害用伝言ダイヤルおよびiモード災害用伝言板サービスの提供を開始した[N 168]。
  - 災害用伝言ダイヤルは発生から数時間は回線が非常に混み合い、局番入力の段階で新潟県内市外局番の上3桁である「025」を入力すると「電話が混みあっている」旨のアナウンスが流れ、被災地域からの伝言の録音すらできない状態が続いた[N 169]。
- NHKでは、23日17時58分より報道特別番組に切り替わった[39]。また、教育テレビ（デジタル教育テレビ）、FM放送、デジタル教育テレビのデータ放送、FM文字多重放送で23日19時15分[40] から26日まで（25日未明1時までの連続29時間40分を含む。教育テレビは25日20時45分、FMラジオは26日2時30分まで）[41] 断続的に個人の安否情報を放送した。デジタル教育テレビとデジタル衛星ハイビジョン（BShi）のデータ放送で24日午後、寄せられた情報が大量のため処理が追いつかず、最新情報の更新がしばらくできなくなった[注 3]。
- NHK新潟放送局では30日14時より、新潟県内のラジオ放送のうちラジオ第1放送とFM放送の放送内容を同一にする措置が取られた。これはFM放送のほうが中波（AM）より受信状況がいい地域があるため、被災地周辺に災害関連情報を確実に提供することを目的としたものである。この措置は11月6日5時まで続けられた（その他の震災関連報道体制についてはNHK新潟・震災発生後の主な対応の項を参照）。
- 民放各局は夕方のニュース枠より通常放送を中止し（一部地域は19時から）、報道特別番組を深夜まで全国放送した[N 170][注 4]。　
  - 日本テレビでは、『NNNニュースプラス1・サタデー』で第一報を伝え、深夜まで報道特別番組を放送した[42]。
  - テレビ朝日では、10月23日放映のドラえもんの『今夜公開!!誰も知らないドラえもんの秘密スペシャル』では、地震発生後にテロップでの情報を伝えた。その後、番組が中断され、新潟県中越地震関連の『ANN報道特別番組』に差し替えられた後に中止となった[注 5]。
- テレビCMも全てのCMが自粛され、ACジャパンのCMに差し替えられた。
- 小千谷市塩谷地区の住民一時帰宅に際し、行政から取材自粛を求められていたにもかかわらず関西テレビのスタッフ（記者やカメラマンら3人）がボランティアを装って立ち入り、取材活動をしていたことが判明。小千谷市側が関西テレビに抗議する事態に発展した[要出典]。
- 土砂災害により、孤立地区となった同県長岡市蓬平地区において26日、毎日新聞のスタッフ6名が航空自衛隊のヘリコプターで救助されていたことが判明した。県災害対策本部は「孤立地区に入り込んだ経緯は分からないが、自ら入り込み、帰りは救助ヘリというのであれば、救助活動の著しい妨げとなる」として、報道各社に抗議した[要出典]。
- 家屋破損被害と周辺道路寸断による孤立が特に目立ったとされる小千谷市・山古志村とその避難所では、交通復旧直後から報道機関が集中的に報道することが多くなり、TV中継を見た全国の視聴者からこの地区への支援も集まったが、同規模かそれ以上の被害を受けながら報道される機会が少なかったほかの地区では「山古志や小千谷ばかりじゃない。自分の地区の被害も伝えてほしい」と報道の不公平を訴える声も起きた[要出典]。
- 一時孤立した地区を含む県内全域で救援活動が開始された直後から、県や市町村による広報活動も本格的に再開。県市町村ウェブサイト上に掲載したり、今後の復旧計画や被災した住民への支援内容の説明会を各地で順次行ったりしたが、自宅やインターネット回線の被害もあってインターネットから自力で情報収集できた人間は少なく、各地区住民への事前連絡も十分には行き渡らなかった。これに気付いた県外のボランティアらが、インターネットで新潟県公式サイトにアクセスして得た県内情報や、県外および中央官庁の情報を、電話復旧直後から被災地の知人に電話で伝えることで補った[要出典]。
- 総務省および信越総合通信局は、長岡市から出されていた同市のコミュニティーFM放送・FMながおかの電波を利用して被災地の被害・復旧状況を詳細に報道する臨時災害放送局に対して免許を10月27日に交付し、当日7時の放送より通常の20 - 50Wに臨時増強して放送を開始した。また、同じく十日町市から出されていた同市の地震災害関係の臨時災害用FM放送局（十日町市災害FM局）に対して予備免許を10月28日に交付し、同日より周波数76.6 MHz、出力10Wで放送を開始した。

### ライフライン
都市ガスが供給停止となった長岡市内向けに、北陸ガスがカセットコンロ1台と専用ボンベ1本（ボンベの追加購入は自己負担）を貸し出していた。

### 被災地内の民間企業
スーパーマーケット
地震発生後、イオンやイトーヨーカ堂、ダイエーは新潟県内の店舗を対象に夜間の営業を打ち切って閉店したり、食品売り場だけの営業に切り替えるなどの措置をとった。その後、営業を再開した上で被災地で栽培したカサブランカを販売するなどの支援が行われた。
ガソリンスタンド
世帯当たりの車両保有数が高く、ライフラインが停止したこともあり車中泊生活をする者が多くいたため、県内のガソリンスタンドは行列の様相を呈した。県外からのボランティアや支援も車両に頼るところが多かったことも要因の一つと考えられる。店舗・施設に影響が出ていない店舗は地震発生後も営業を継続していたが、給油中に余震発生した場合の被害を少しでも減らす目的で、給油中は運転者と同乗者全員を屋根のない店の敷地外に出てもらい、従業員だけが店内で車やバイクに給油をするという形をとった。
また、停電地域は給油ポンプを稼働できないため、手動での給油作業に切り替えた店舗もあったが、一時的な故障に対応する機能だったため長期停電を想定しておらず、かなり負荷の高い手作業となったことを理由に1台あたりの給油量を制限した店舗もあった。
インターネットカフェ
被害を免れ営業していた新潟県内の店舗には、被災地内外から多くのボランティア有志が来店し、情報収集やメールで仲間との連絡をとるための拠点となったところもあった。

## 交通への影響

### 航空
- 10月24日 - 2005年（平成17年）1月4日：中越 - 関東間の地上交通機関（新幹線・上越線・関越道・国道17号など）による途絶などの回避のため、日本航空と全日空にて、東京国際空港（羽田） - 新潟空港間の臨時便を多数（2社の合計で、8往復 - 10往復／日）運行[N 174][44][45][N 175]。
- 10月27日 - ：支援物資の運搬など、支援活動を行う自衛隊、警察、自治体、電力会社など、航空機運行の急増への対応のため、当分の間、新潟空港を24時間運用とする[N 176]。
- 2005年（平成17年）1月4日：地上交通機関の復旧にともない、臨時便の運行を終了[N 177]。開始から計1119便、約21.3万人の利用となった[N 177]。

### 鉄道
2004年（平成16年）12月27日に全在来線、12月28日から上越新幹線を含む全鉄道路線が運転を再開した。
- 東日本旅客鉄道（JR東日本）
  - 上越新幹線
    - 震源地付近の魚沼トンネル・滝谷トンネルなど4つのトンネル内では路盤隆起・コンクリート塊の崩落、高架橋部分では強烈な振動により瞬間的に破壊された箇所（剪断）が確認され、早期の運行再開は困難な状態にあった[N 179][N 180][N 181]。
    - 10月23日：全線運転見合わせ。
    - 10月24日：東京 - 越後湯沢間で運転再開（不通 = 越後湯沢 - 新潟間）[N 182]。
    - 10月30日：燕三条 - 新潟間で運転再開[46][47]。折り返し運転開始（不通 = 越後湯沢 - 燕三条間）[46][47][N 183]。
    - 10月31日：不通区間の代行バス運行開始[46][47][N 184]。
    - 11月4日：燕三条 - 長岡間で運転再開（不通 = 越後湯沢 - 長岡間）[48]。
    - 12月28日：臨時ダイヤで全線運転再開（徐行運転区間 = 越後湯沢 - 燕三条間）[49][N 185]。
    - 2005年（平成17年）
    - 1月22日：臨時ダイヤ変更。徐行区間を浦佐 - 長岡間へ縮小。
    - 3月1日：ダイヤ改正。ほぼ通常通りに復旧[N 186][50]。

  - 上越線
    - 旅客（ローカル・夜行）・貨物列車（首都圏 - 新潟・秋田・北陸方面の幹線）の重要路線であるが、上越新幹線と並列する震源地付近で路盤の崩落や土砂崩れなどにより寸断された。寸断中は、信越本線・越後線などを利用した迂回列車が運転された。
    - 10月23日：水上 - 宮内間で運転見合わせ[51]。
    - 11月2日：水上 - 六日町間で運転再開（不通 = 六日町 - 宮内間）[51]。
    - 11月13日：六日町 - 小出間で運転再開（不通 = 小出 - 宮内間）[51]。
    - 12月27日：全線運転再開[51]（ただし越後川口 - 越後滝谷間で単線運転。越後湯沢 - 宮内間に遅延と運休あり、貨物列車の一部は迂回運転継続）。
    - 2005年（平成17年）3月25日：越後川口 - 越後滝谷間で複線運転を再開[52]。ただし速度制限あり。貨物列車の迂回運転はすべて終了。一部旅客列車は引き続き運休。
    - 2005年（平成17年）6月16日：越後川口 - 越後滝谷間の徐行が一部を除き解除され、ようやくほぼ震災前の運転に戻る。

  - 只見線
    - 10月23日：只見 - 小出間で運転見合わせ[51]。
    - 11月20日：全線運転再開[51]。

  - 信越本線
    - 10月23日：柏崎 - 東三条間で運転見合わせ。
    - 10月26日：長岡 - 東三条間で運転再開[53]（不通 = 柏崎 - 長岡間）。
    - 11月29日：全線運転再開（ただし柏崎 - 宮内間で時速45キロの徐行運転。一部列車は引き続き運休。代行バスも一往復継続）[54]。
    - 12月13日：柏崎 - 宮内間の速度制限を時速65キロに緩和[54]。上越線直通列車以外は全列車運転再開[54]。代行バスも運行終了[54]。

  - 飯山線
    - 10月23日：森宮野原 - 越後川口間で運転見合わせ。
    - 10月29日：森宮野原 - 十日町間で朝・夕時間帯のみ運転再開[55]（不通 = 十日町 - 越後川口間）。
    - 12月27日：全線運転再開[51]（十日町 - 越後川口間では速度制限のため、遅延・一部運休あり）。

  - 越後線
    - 10月23日：吉田 - 柏崎間運転見合わせ。
    - 10月26日：全線運転再開[53]。
    - 10月27日：長野駅 - 新潟駅間の臨時快速列車[注 6] が運行開始。(11月26日まで)

  - 長野新幹線・磐越西線・米坂線・弥彦線・白新線の全線、羽越本線（新津 - 酒田間）
    - 一時運転を見合わせた。

  - 長距離列車
    - 23日から運転見合わせが出た。11月29日、下記の列車が運転を再開[56]。
      - 寝台特急「日本海」「トワイライトエクスプレス」
      - 特急「はくたか」「北越」
      - 夜行急行「きたぐに」

    - 2005年（平成17年）3月25日、以下の列車も運転を再開した[51]。
      - 寝台特急「北陸」「あけぼの」
      - 夜行急行「能登」
      - 夜行快速「ムーンライトえちご」
- 北越急行
  - ほくほく線
    - 10月23日：六日町 - まつだい間、越後湯沢への直通列車と特急「はくたか」で運転見合わせ。
    - 11月2日：全線運転再開（臨時ダイヤ）。特急「はくたか」も運転再開[N 187]。
    - 11月15日：全線で通常ダイヤに復帰。
- 資料
  - JR新潟支社 路線図 - ウェイバックマシン（2015年2月17日アーカイブ分）

### 高速道路
- 10月24日、発災から19時間後に応急復旧による緊急車両通行開始[N 188]。上述のとおり、緊急交通路に指定されていたため、一般車両の通行止めは継続[N 188][N 189]。
- 10月26日、北陸道の通行止めが解除される。
- 10月27日、関越道は緊急車両が通行できる2車線を確保、一般車両は引き続き通行止め[57]。
- 11月5日、関越道の小出IC（現・魚沼IC） - 長岡IC間が開通、一般車両も通行可能となり関越道の不通区間解消となった[58][N 190]。六日町IC - 長岡ICは2車線で仮復旧のため、速度も厳しく規制された。この時点では、越後川口サービスエリアはガソリンスタンドのみの営業だった。
- 11月26日、4車線で復旧[59][N 191]。長岡IC - 小出IC間は橋梁の損傷が著しいため、車両総重量25トンを超える車両は通行できず、上信越道などを迂回していた。
- 2005年（平成17年）12月26日、完全復旧、上記の25トン規制も解除となった[60]。

### 一般道路
一般車両の通行止め状況：

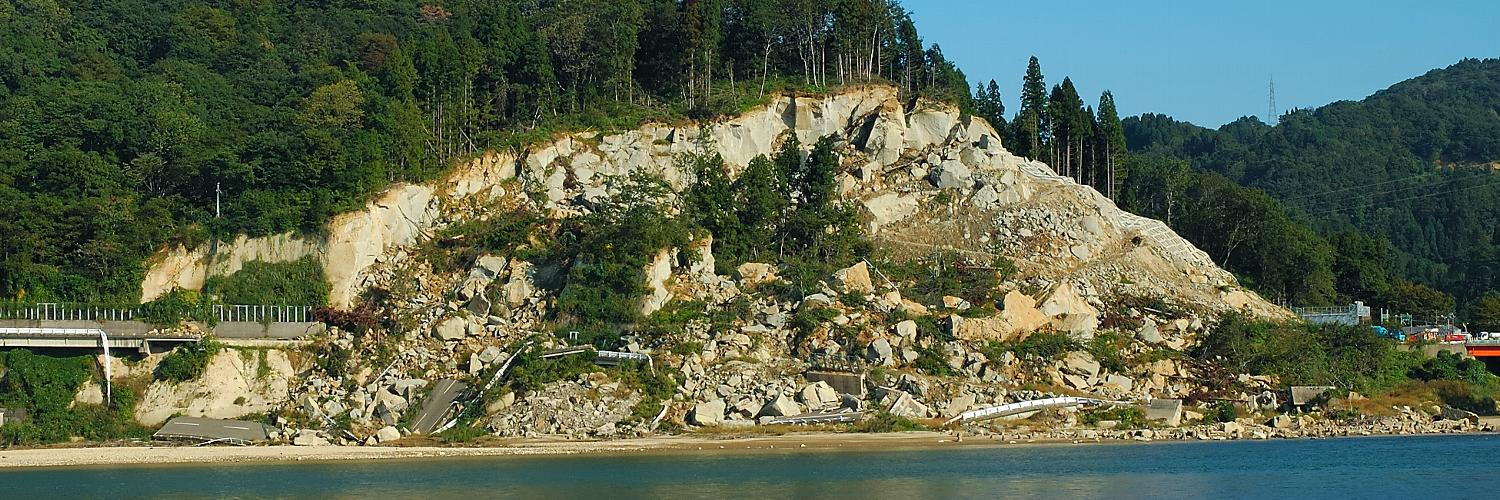
長岡市妙見の土砂崩れ現場。地震から1年後の2005年10月に撮影

- 国道78か所、県道163か所、市町村道845か所で通行止となった[G 28]。その他の箇所でも通行規制が敷かれているところがある。
  - 国道17号では和南津トンネルが崩落のため通行止めになり、上記の高速道路の通行止めや通行制限が複合条件となり、湯沢－関東地方からの大型車の流通が著しく制限され、12月に2車線復旧するまでは2か月ほど大規模な渋滞が続いていた[N 192][G 29]。
- 道の駅は、避難所などの拠点として利用された[G 30]。2006年9月3日16時30分の国道291号復旧を知らせる道路標識。

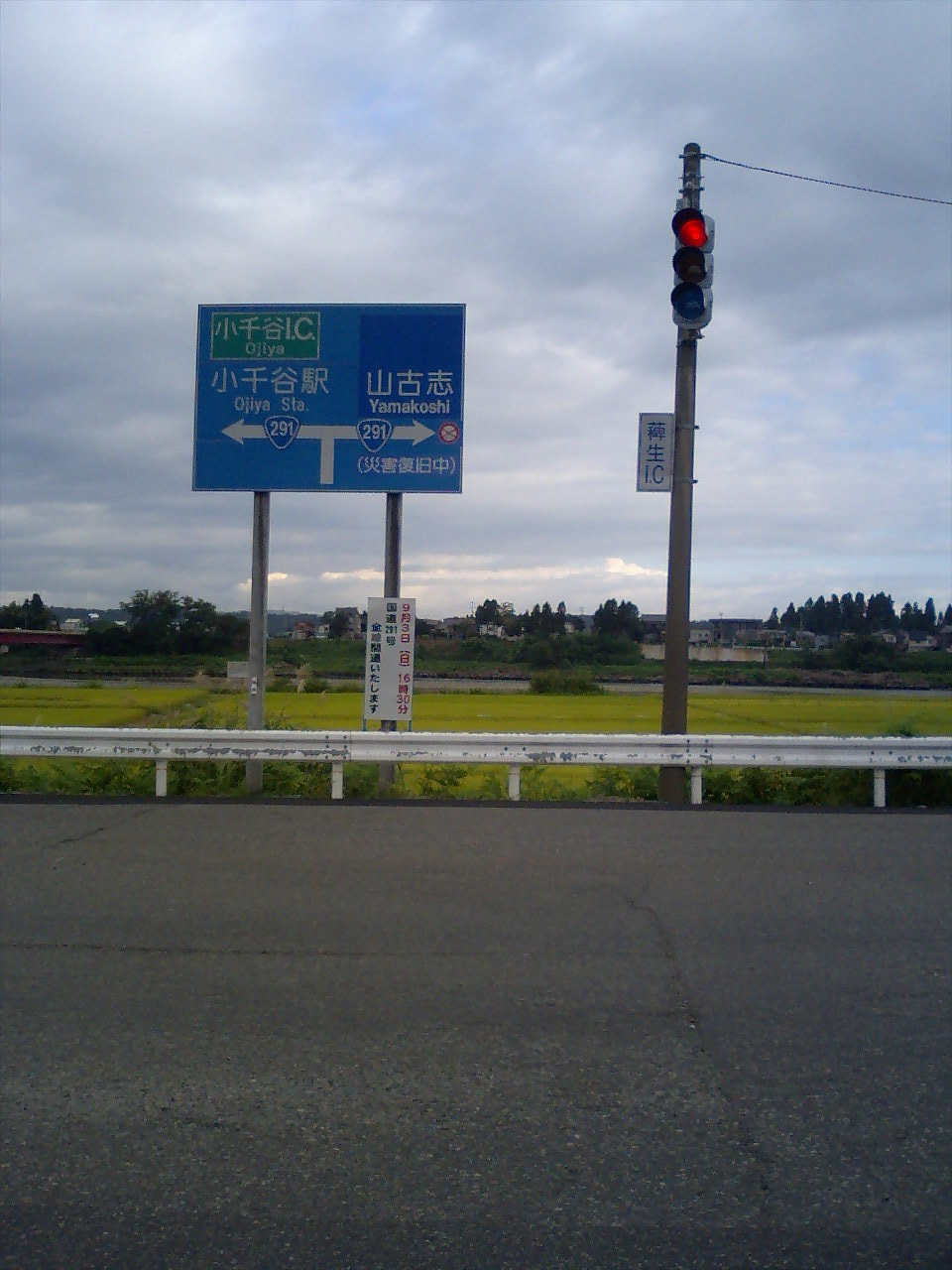
2006年9月3日16時30分の国道291号復旧を知らせる道路標識。

- 2006年（平成18年）9月3日、国道291号の復旧により、国道はすべての被災箇所が復旧[G 31]。県道についても、2007年（平成19年）12月までにすべて復旧した。

### 高速バス
新潟市を中心に県内外各方面へ路線網を有する新潟県内の高速バスは、地震発生直後から10月26日にかけて、一部を除くほぼ全路線で運休した。また大積バスストップ、片貝バスストップ、越路バスストップは施設損壊により供用を休止した。その後の復旧により新潟県内線・県外線とも段階的に通常運行を再開し、損壊した前述の3か所の高速バス停留所も復旧後に順次供用を再開した。
- 10月27日より、県内線と新潟市 - 県外線は通常通り運行。東京方面は磐越道を経由した。
- 10月29日より、新潟駅 - 十日町線が、関越道経由で運行再開（11月2日から増便）[N 193]。
- 10月30日より、西武バス・新潟交通・越後交通・頸城自動車が共同運行する、関越道経由で首都圏と新潟県内を結ぶ長距離高速バス（東京 - 新潟線、東京 - 上越線）が通常運行。このとき関越道は緊急交通路として指定され一般車両は通行止めだったが、特例として運行が認められた[N 194]。
- 10月31日より、上越新幹線の不通区間である、燕三条駅 - 越後湯沢駅間（11月3日まで）、長岡駅 - 越後湯沢駅間の代行バスも、関越道経由で運行開始[N 195]。
- 11月5日午後に、浦佐駅に最も近い大和パーキングエリア内に臨時バス停が設置され、高速バスの新潟駅 - 六日町 - 十日町線の全便と、上越新幹線の代行バスが停車していた。
- 1月10日まで、新潟交通・福島交通が運行する郡山 - 新潟線は、郡山駅での東北新幹線接続で新潟市から首都圏への最速陸路となったため、「新幹線リレー号」として、往復8便（全16便）に臨時増便した。

### 被災者・ボランティア支援（割引運賃）の交通機関
フェリー（50パーセント割引）
対象：被災者・その家族・その親族、ボランティア
路線：博多 - 直江津 - 室蘭（博多 - 直江津は九越フェリー、直江津 - 室蘭は東日本フェリーの運航）
船舶：「ニューれいんぼうべる」「ニューれいんぼうらぶ」
期間：12月30日まで
高速道路
通行前に各県から災害派遣等従事車両証明書の発行を受けた緊急救援物資運搬車両に限り無料
期間：12月31日まで

## 社会的な影響

### スポーツ
地震発生当時、中日ドラゴンズ（同年のセントラル・リーグ優勝チーム）と西武ライオンズ（同年のパシフィック・リーグ優勝チーム）の両球団によるプロ野球日本シリーズが開催されていた。地震発生翌日の10月24日にナゴヤドームで開催された第6戦では、試合前にナゴヤドームのオーロラビジョンに日本野球機構 (NPB) や中日・西武の両球団名義で「新潟県中越地震で被災された皆様にお見舞い申し上げます」という掲示がなされ、中日の選手会は同日、被災地に寄付金100万円を贈ると発表した。なお、日本シリーズ勝者の西武は試合終了後に宿舎としていた愛知県名古屋市のホテルでビールかけを実施したが、『読売新聞』や『朝日新聞』にはビールかけを自粛すべきではなかったかという意見の投書が掲載された。一方、選手会長の和田一浩が祝勝会の前に新潟の被災者への配慮を口にしたことを好意的に評価する報道もあった。また松坂大輔は地震のニュースで「救援物資の水が届かず、赤ちゃんにウーロン茶を飲ませている」などの報道を聞いていたことからビールかけに参加する気になれず、乾杯だけしてホテルの部屋に戻ったと述べている。西武はこの地震への配慮に加え、球団オーナーだった堤義明が不祥事により辞任したことを受けて優勝パレードを自粛し、その代わりにファンを集めての優勝報告会を行った。またNPBでは読売ジャイアンツ（巨人）が義援金100万円を寄付したほか、オリックス・ブルーウェーブ選手会がYahoo! BBスタジアムでチャリティー・オークションを開催、売上全額や選手会などからの募金の合計額462万1692円を台風23号と新潟県中越地震の被災地への義援金として寄付した。
Jリーグは、10月30日に新潟スタジアム（ビッグスワン）で開催する予定だったアルビレックス新潟対柏レイソルの試合について、余震活動への警戒と復旧作業との同時進行での混乱（スタジアムの駐車場を自衛隊が災害支援拠点として使用していたため）を考慮して延期、代替試合を11月10日に国立霞ヶ丘競技場陸上競技場で開催した。また、同じく新潟開催で予定されていた天皇杯4回戦湘南ベルマーレ戦を平塚競技場での開催に振り替えた。なお、同月20日のFC東京戦、28日のセレッソ大阪戦の第2ステージのホーム2試合は新潟スタジアムで開催された。また、Jサテライトリーグで10月31日に開催予定だったアルビレックス対大宮アルディージャ戦（新発田市五十公野公園陸上競技場）の開催中止と、Jユースカップの出場辞退を発表した。なお、Jユースカップについては、すでに開催している試合の記録は有効とし、残り試合は0-3でアルビレックスの敗戦扱いとみなした。
- 対象となった試合
  - 10月24日 ジュビロ磐田（ホーム戦）
  - 11月3日 ジュビロ磐田（アウェー戦）
  - 11月7日 湘南ベルマーレ（アウェー戦）
  - 11月14日 清水エスパルス（アウェー戦）

12月4日、新潟スタジアムでジーコ・ジャパン・ドリームチームとアルビレックスによる復興支援慈善試合が開催され、諸経費を除いた収益が新潟県に寄付された。
高校サッカー選手権の新潟県大会は、日程・会場が変更となり、決勝戦は11月7日から11月28日へ、会場は新潟スタジアムから新発田市五十公野公園陸上競技場へ変更された。
競輪は、弥彦競輪場での開催は年度内での開催はすべて中止され、場外発売は新潟場外車券売場を含め11月7日から休止され、22日に再開した。サテライト中越では地震の被災により業務を休止し、払い戻しのみ11月24日より、場外発売は2005年3月11日に再開した。

### テレビ
地震のシーンが多いテレビ番組は放送を中止または延期するなどした。たとえば、地震の2日後の10月25日に放送予定だった読売テレビ制作の『ブラック・ジャック』の第3話「Karte03：ひったくり犬」は本編に地震のシーンが多かったことから放送延期とされ、冒頭で事情を説明したうえで『Karte00：オペの順番』の再放送を行った。なお、「ひったくり犬」は2006年7月17日に放送された。また、11月4日放送予定だったテレビ東京制作の『ポケットモンスター アドバンスジェネレーション』でも地震のシーンがあったことから、新潟県の一部でテレビ東京が視聴できる地域があることも配慮して翌週（11月11日）放送予定だった回を繰り上げて放送した。最終的に放送はなされず、ソフト化もされなかった。

### その他
このころに紀宮清子内親王（現・黒田清子）と東京都職員黒田慶樹との婚約内定発表が予定されていたが、被災者に配慮して発表を延期した。

## 復旧支援・見舞金・復旧費用など
- 新潟県に寄せられた義援金は373億6,577万3,401円におよんだ[G 32]。
- ボランティア、のべ9万4,976人（2007年10月31日時点）[G 33]

応急対策に一定のめどがついた2008年4月4日、「新潟県中越大震災災害対策本部」は解散した。

### 復旧費用
地震から6年後の2010年10月までの復旧費用の総額は2,000億円以上で、内訳は道路や河川や土砂災害復旧などの公共土木施設に約1,293億円、農地や農業用施設に約341億円などである。

### 諸国からの見舞金など
- 各国政府など
  - 台湾（200万円、8万米ドル）
  - アメリカ合衆国（5万米ドルおよび軍よりビニールシート1万枚）
  - 韓国（10万米ドル）
  - ロシア大使館（協力：ヴァレリー・ゲルギエフ、ウィーン・フィル）（1,083万円）→新潟県
  - 中国黒竜江省（羽毛ジャケット1,000枚）
  - 中国大使館・公使館→中国人被災者に対してのみ（饅頭500個）
- 諸機関
  - 中国紅十字会→日本赤十字社（10万米ドル）
  - 朝鮮労働党総書記（朝鮮民主主義人民共和国）→朝鮮人被災者（10万米ドル）
  - 朝鮮赤十字会中央委員会（朝鮮民主主義人民共和国）→日本赤十字社（3万米ドル）

その他、各国の民間による義援金が送られている。

### 著名人からの見舞金など
- 細木数子（クイズ$ミリオネア賞金 1,000万円）
- 堀江貴文（クイズ$ミリオネア賞金 1,000万円）
- Mr.Children（1,000万円）
- 中野独人（1,000万円）「電車男」の漫画化・映画化による著作権使用料。
- 小林幸子（推定500万円以上）紺綬褒章の受章に基づく。自身の出身地でもあることから2005年（平成17年）8月には新潟スタジアムにて小林幸子チャリティーマッチも開催するなど精力的な支援活動を行い、翌年8月に国土交通大臣表彰を受けた。
- 新庄剛志（500万円）[N 222]
- 森進一、森昌子（500万円）
- 大黒摩季ファンクラブ（137万6,548円）
- 松山千春（100万円）
- 天童よしみ（100万円）
- 加山雄三（100万円）
- 仲間由紀恵（100万円）
- チェ・ジウ（1万米ドル。個人が携行出来る外貨の上限）[70]
- ペ・ヨンジュン（3000万円）[71][72]

このほかスパーク3人娘（園まり、中尾ミエ、伊東ゆかり）が自立支援目的で山古志村内の田畑に米を植え、その田畑で稲刈りした米を特別に販売し売上の一部を復興基金にあてるなどの援助もあった。

### 諸国からの見舞状
見舞状を日本赤十字に寄せた各国の赤十字社、赤新月社
| - スペイン赤十字社 - 大韓赤十字社（韓国） - 朝鮮赤十字会（朝鮮民主主義人民共和国） - アメリカ赤十字社（アメリカ合衆国） - トルコ赤新月社 | - チリ赤十字社 - インドネシア赤新月社 - イラン赤新月社 - ベトナム赤十字社 - モンゴル赤十字社 - パキスタン赤新月社 |

### 競輪
2005年5月21日と22日の両日にわたり松戸競輪場で開催された、全日本プロ選手権自転車競技大会記念競輪のサブタイトルに『新潟県中越地震復興支援』がつけられ開催。

### 復興宝くじ
復旧費用にあてるため新潟県中越大震災復興宝くじが発売された（2005年4月11日 - 4月26日）。

## 震災後の様々な動き

### ペットを題材とする作品
この新潟県中越地震で被災・避難した2頭の犬が、書籍が刊行されるなどして広く知られている。1頭は山古志村にいた「マリ」で、全村民が村外避難を余儀なくされたことで、マリをはじめとする犬などのペットは置き去りとなった。地震後4日目からは獣医師などがヘリで村に入り、犬や猫への給餌を開始した。マリは地震当日の朝に出産していた3匹の子犬を守りつつ16日後に救助された。しかし避難所にはペットは入れず、マリと子犬たちは一時飼い主と離れることとなった。マリの話は絵本で紹介され、2007年には『マリと子犬の物語』として映画化された。もう1頭は小国町にいた盲導犬の「クララ」で、視覚障害者の女性とともに避難所に入った。避難所での動物の受け入れについて定めたマニュアルはなかったが担当職員が許可し、避難所にいた住民も犬を受け入れた。クララは避難所に盲導犬が入った日本初の事例であり、2005年に出版された『震災にあった盲導犬クララ』で紹介された。新潟県中越地震で被災した犬は約2,000頭、猫は約3,000匹と推定されている。

### 歌と復興祈願花火

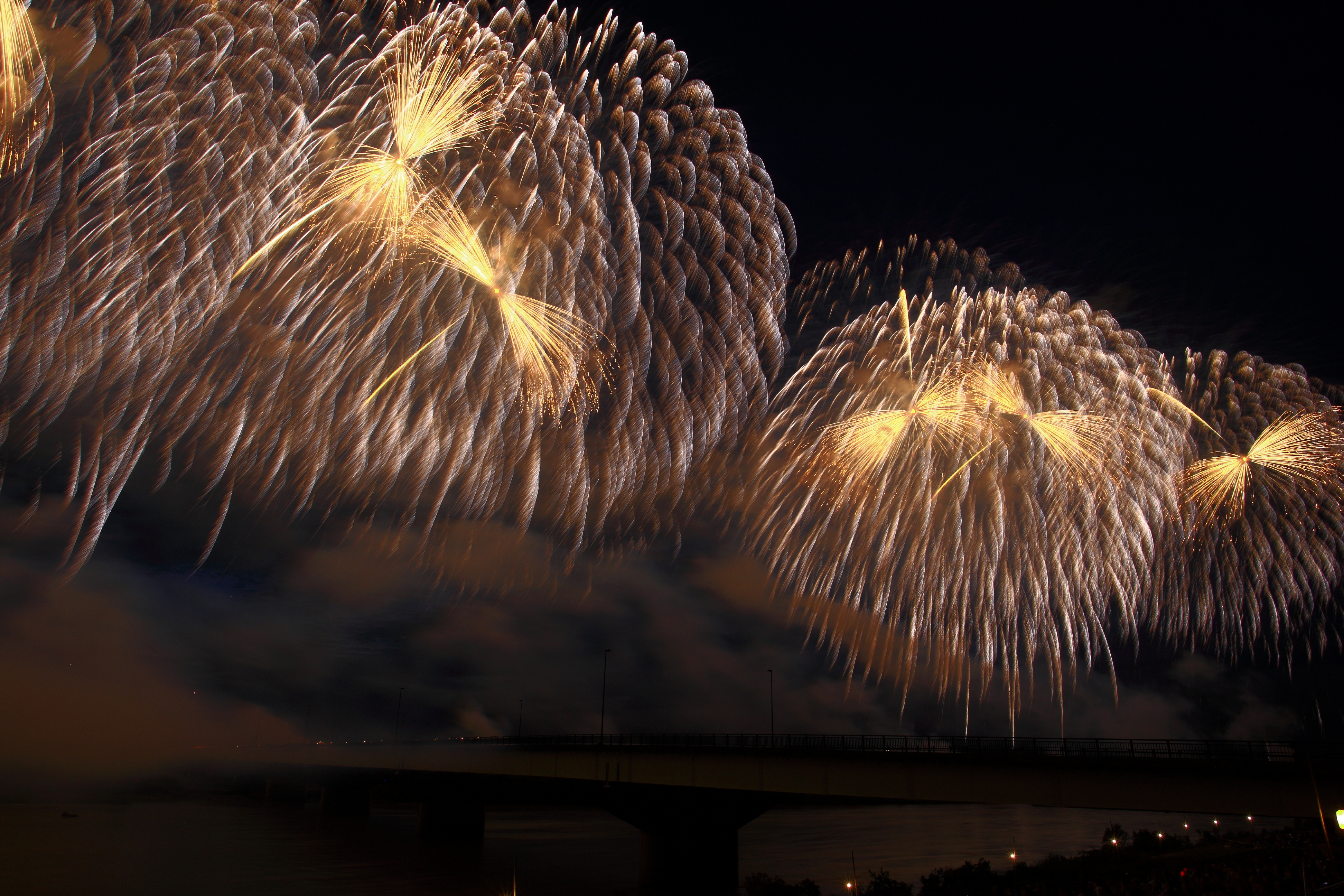
復興祈願花火フェニックス（2011年8月撮影）

地震発生後から、平原綾香のデビュー曲「Jupiter」が新潟県内のラジオ局でたびたびリクエストされた。被災地の復興を応援する歌となっていることを知った平原は、その後たびたび被災地を慰問に訪れた。こうした縁から、2007年公開の新潟県中越地震を題材とする映画『マリと子犬の物語』の主題歌の作詞と歌唱を平原が手がけることとなった。
被災翌年の2005年（平成17年）以降の長岡まつり大花火大会で打ち上げられている復興祈願花火「フェニックス」では、「Jupiter」がBGMとして使われている。「Jupiter」は約6分の歌だが、「フェニックス」の打ち上げ時間に合わせて約3分に短縮されている（地震から10年目の2014年はフルバージョンで演奏し、打ち上げ時間が5分強となった）。2005年（平成17年）8月の花火大会には平原が来場し、この曲をライブで歌った。

### メモリアル施設

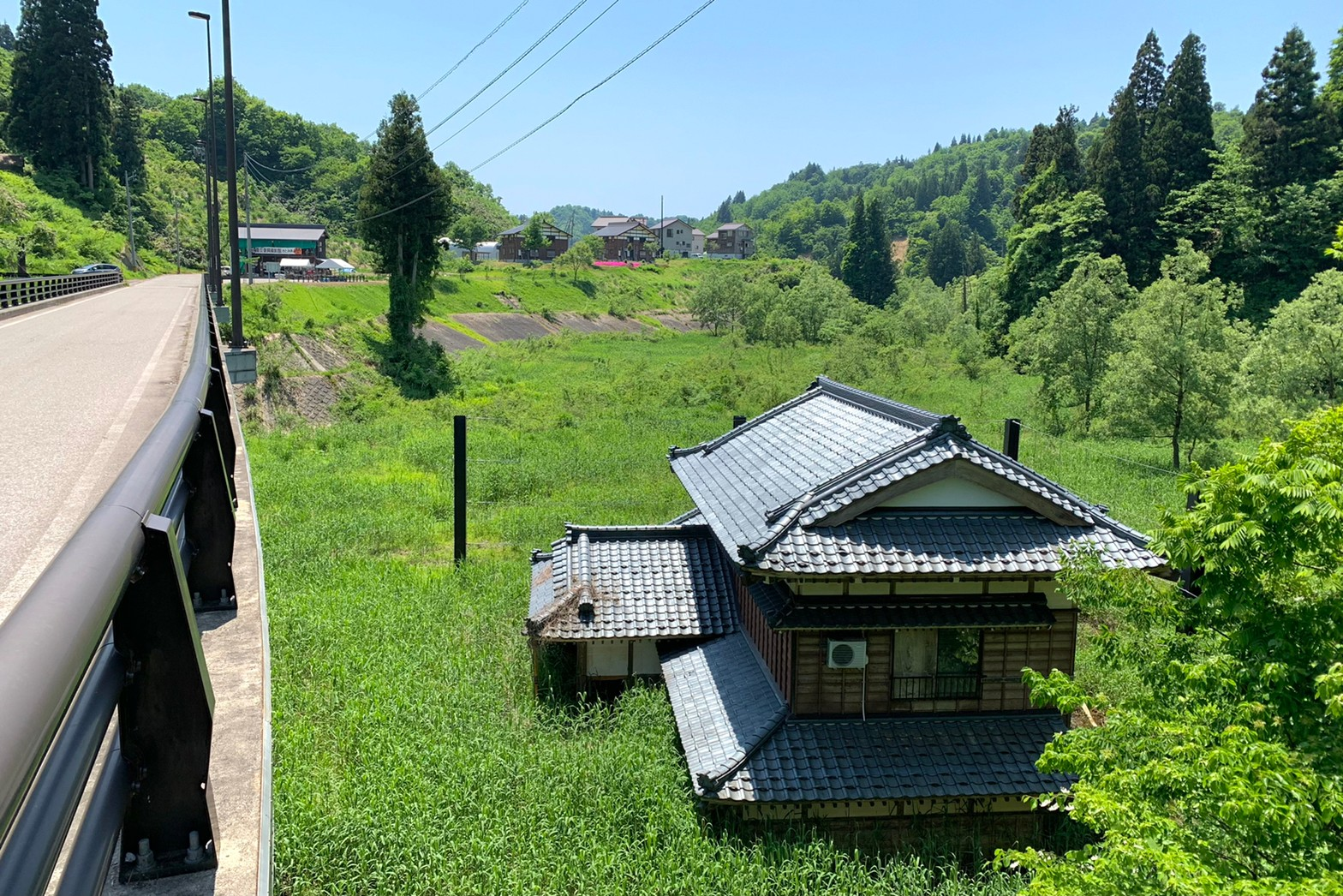
芋川の河道閉塞で水没した家屋。木籠メモリアルパークとして保存されている（2022年5月）

震災後、以下の4つのメモリアル拠点施設が整備され、メモリアルパークとともに「中越メモリアル回廊」が形成されている。
拠点施設
- 長岡震災アーカイブセンター きおくみらい（長岡市、フェニックス大手イースト内）
- おぢや震災ミュージアム そなえ館（小千谷市）
- やまこし復興交流館 おらたる（長岡市山古志地域）
- 川口きずな館（旧川口町）

屋外施設
- 妙見メモリアルパーク（小千谷市）
- 震央メモリアルパーク（川口地域）
- 木籠メモリアルパーク（山古志地域）

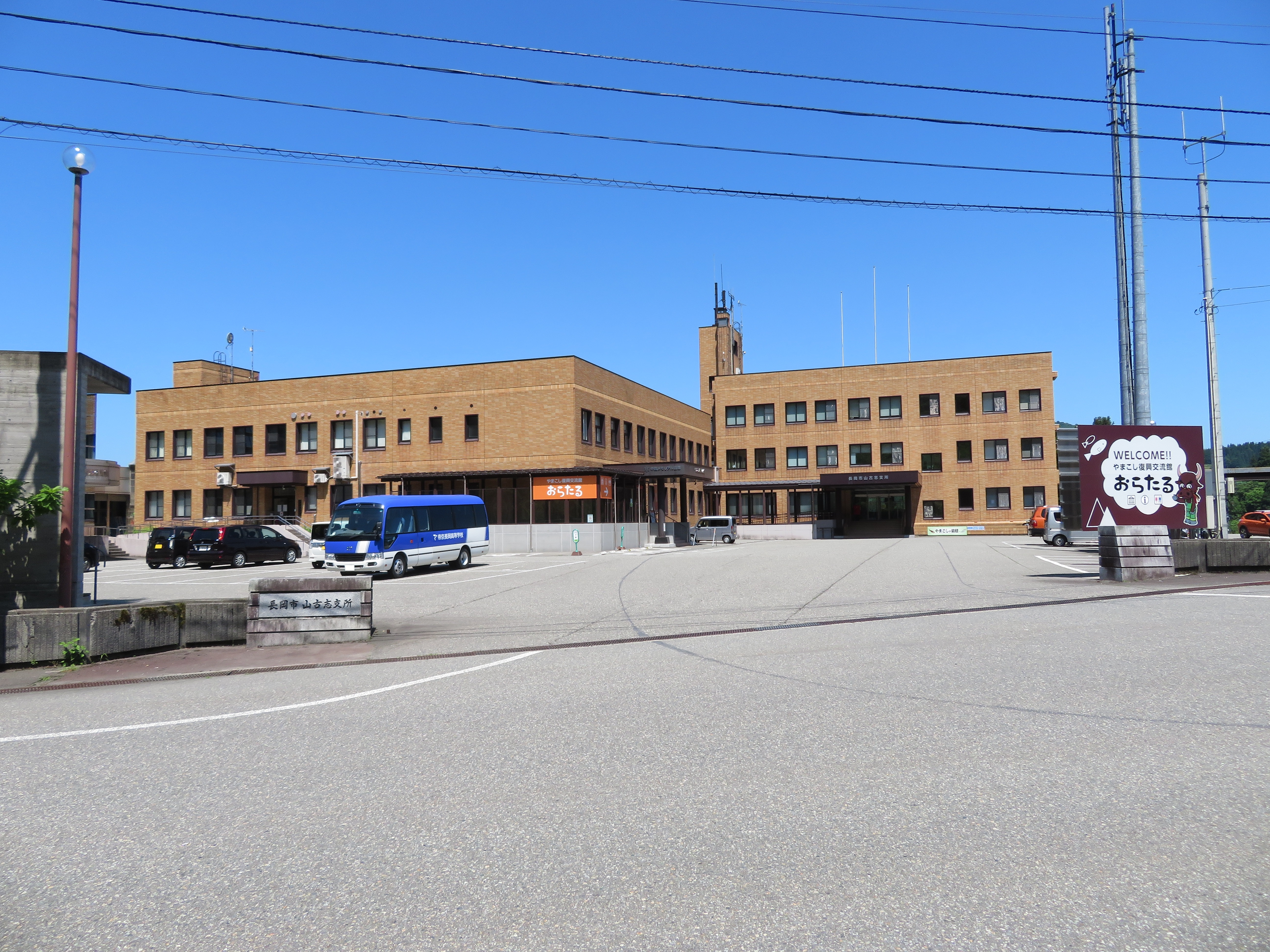
山古志支所内に併設された「やまこし復興交流館 おらたる」
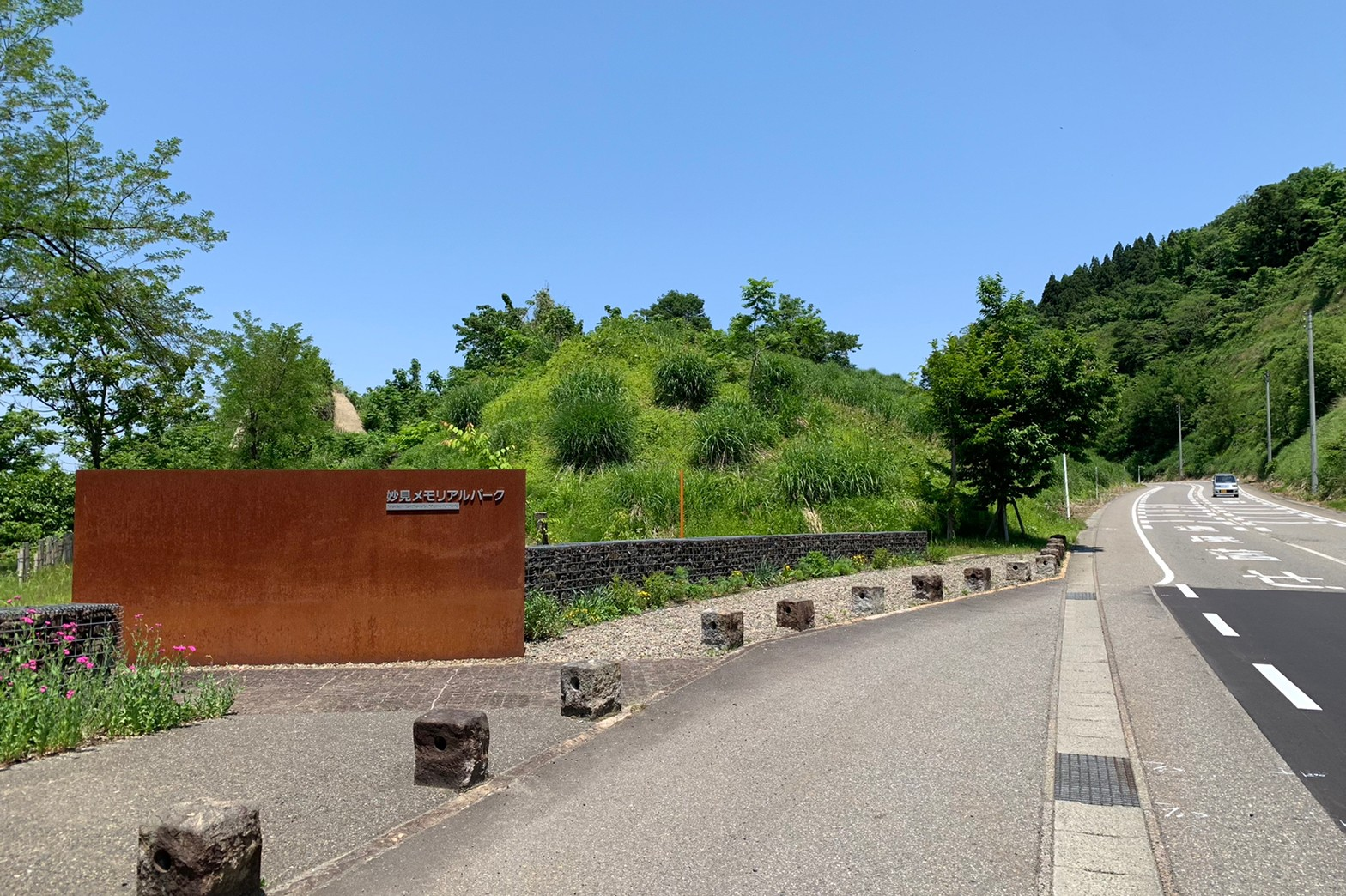
妙見メモリアルパーク
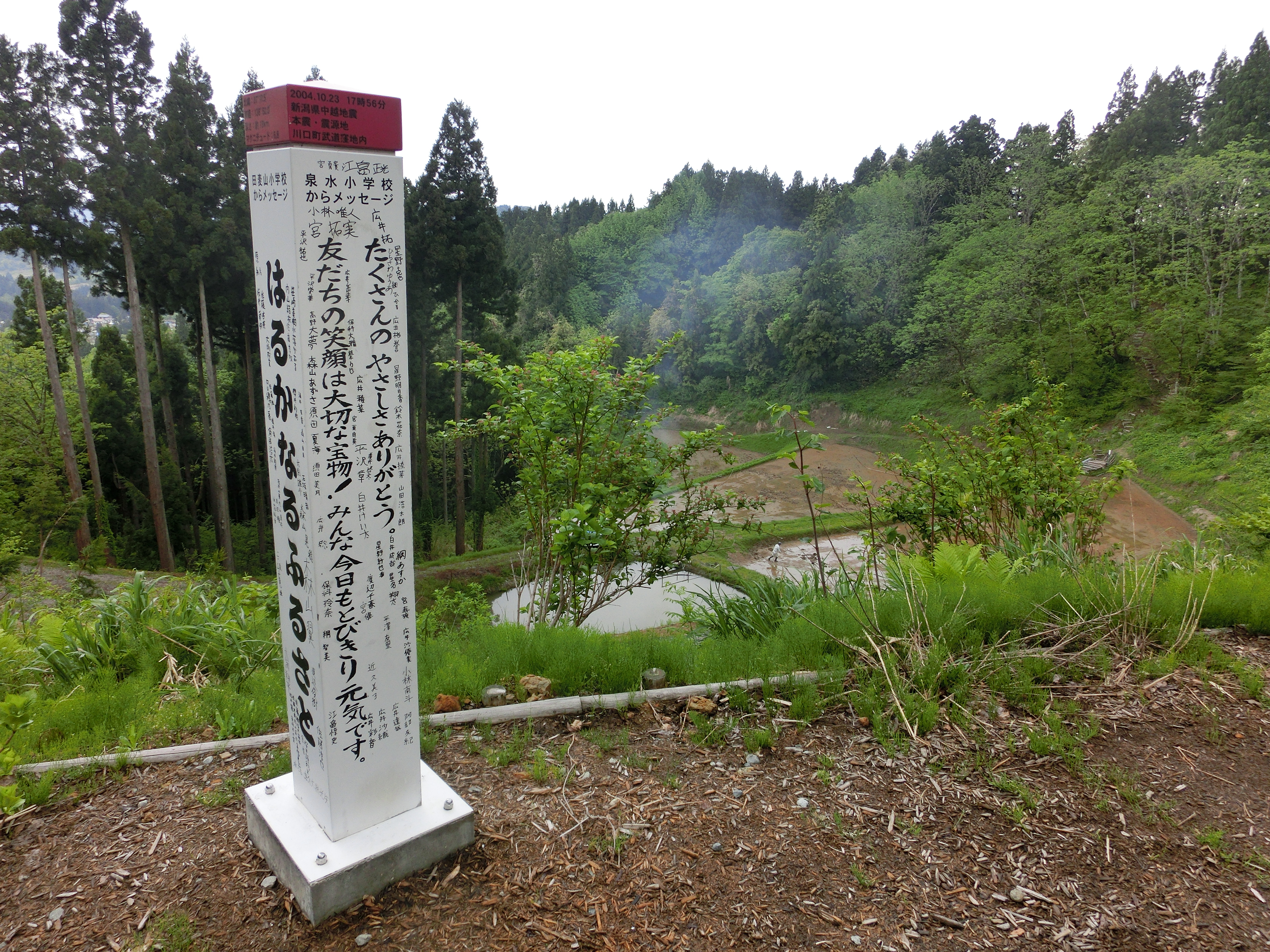
川口地域の震央メモリアルパーク内にある標柱（震央柱）

## 法的措置
- 激甚災害 - 適用
- 災害救助法 - 適用
- 被災者生活再建支援法 - 適用

## テレビ番組
- 日経スペシャル ガイアの夜明け 新潟中越地震から１年 ～企業と社員　復興への闘い～（2005年10月18日、テレビ東京）[80]。- 地震直後から1年に渡り取材。